# Stuttgarter Historische Straßenbahnen

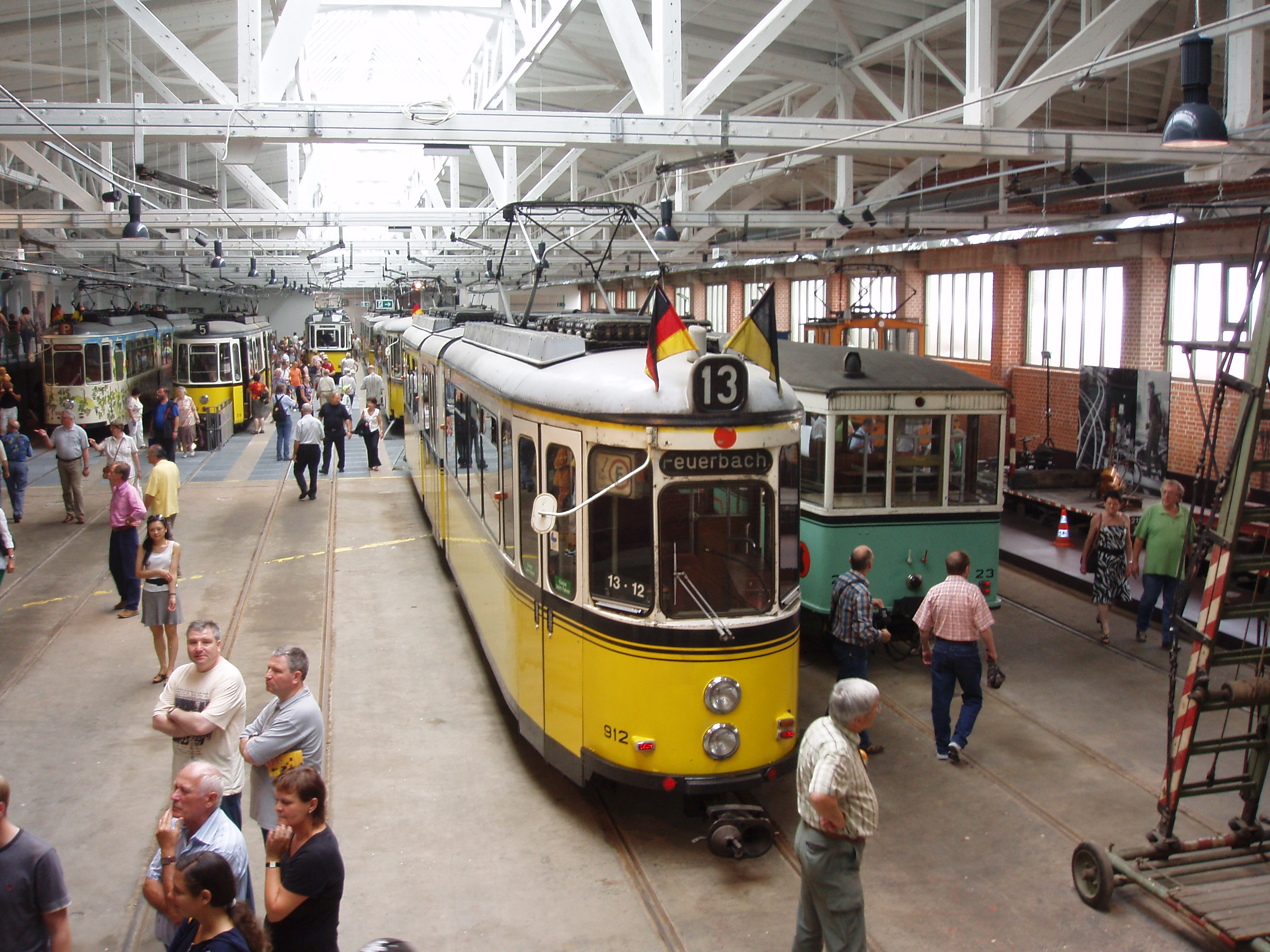
Der Ausstellungsbereich des Straßenbahnmuseums Stuttgart am Eröffnungswochenende

Der 1987 gegründete Verein Stuttgarter Historische Straßenbahnen e. V. (SHB) dokumentiert mit historischen Fahrzeugen sowie Gegenständen aus Betrieb und Technik die Geschichte der Stuttgarter Straßenbahnen (SSB) (Stadtbahn und Straßenbahn Stuttgart) und ehemaliger benachbarter Netze wie der Filderbahn, der Städtischen Straßenbahn Feuerbach, der Straßenbahn Eßlingen am Neckar und der Überlandstraßenbahn Esslingen–Nellingen–Denkendorf. Hierzu betreibt der Verein als Eigentümer der Fahrzeuge und technischen Anlagen in Zusammenarbeit mit der Stuttgarter Straßenbahnen AG in Bad Cannstatt das Straßenbahnmuseum Stuttgart (ehemals Straßenbahnwelt Stuttgart), von dem aus auch ein historischer Fahrbetrieb mit Rundfahrten historischer Oldtimerlinien über den erhaltenen Teil des meterspurigen Stuttgarter Gleisnetzes stattfinden.
Ausstellungen beispielsweise über Gleis- und Oberleitungsbau und umfangreiche Dokumentationen präsentierten nahezu die gesamte Entwicklung des Öffentlichen Personennahverkehrs im Raum Stuttgart (mit Ausnahme der S-Bahn Stuttgart und nicht zur SSB gehörender Autobuslinien).

## Straßenbahnmuseum Stuttgart

### Überblick
Das am 4. Juli 2009 unter dem Namen Straßenbahnwelt Stuttgart eröffnete Museum ist in einem historischen Straßenbahndepot untergebracht (siehe Gebäude). Die Umbenennung in Straßenbahnmuseum Stuttgart erfolgte anlässlich des Jubiläums „150 Jahre SSB“ im Sommer 2018.
Vorgänger war von 1995 bis 2007 das Straßenbahnmuseum Zuffenhausen in einer ehemaligen Wagenhalle an der Salzwiesenstraße in Zuffenhausen.
Etwa 140.000 Menschen besuchen das Museum jedes Jahr. Es werden allgemeine und themenspezifische Führungen für Gruppen ab zehn Personen angeboten. Der Ausstellungsbereich kann außerdem auch als Eventlocation gemietet werden.

### Gebäude

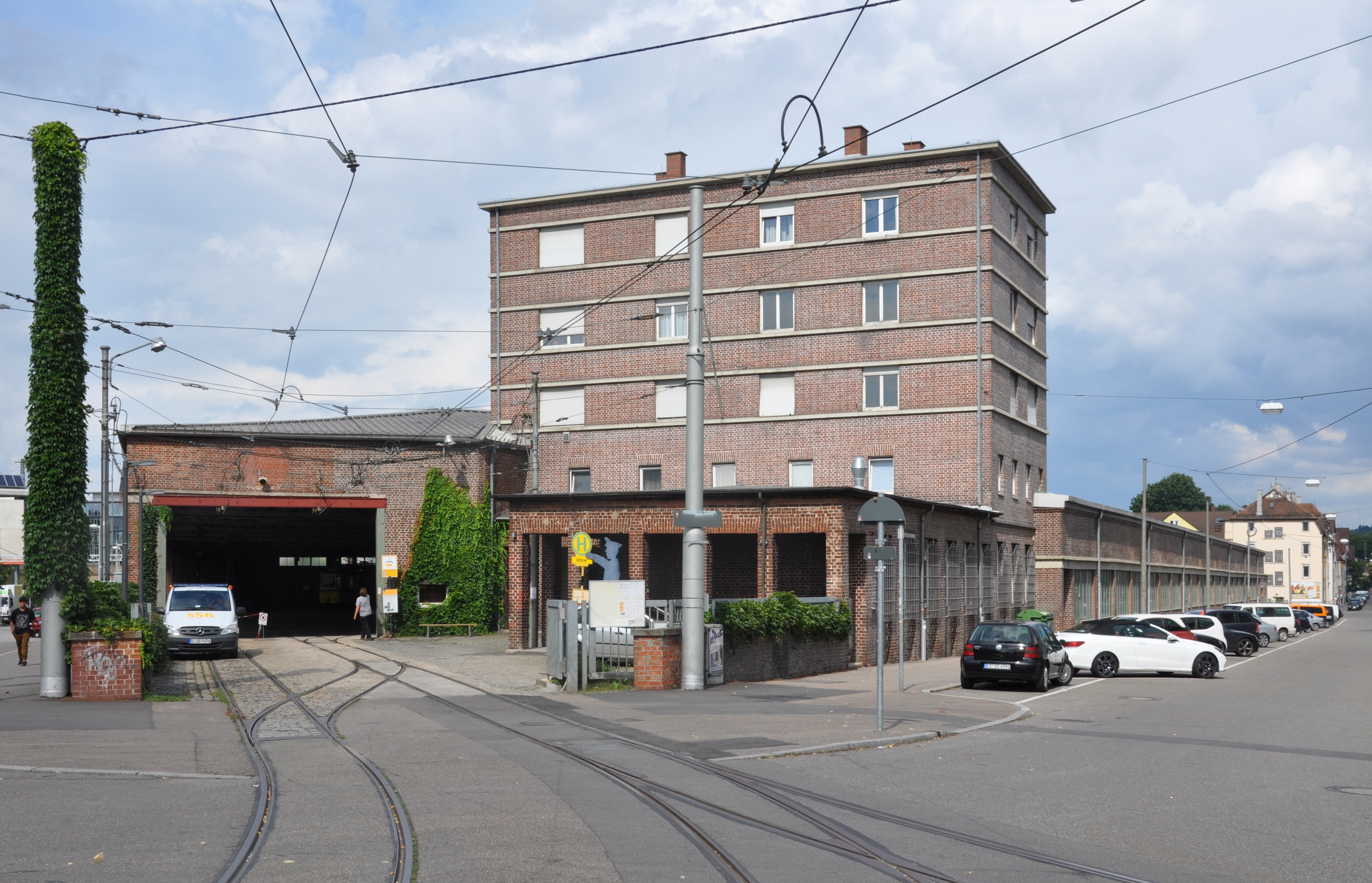
Außenansicht des Straßenbahnmuseums, rechts die untere, links mit Tor die obere Halle

Das Museumsgebäude befindet sich im Veielbrunnenweg 3 und ist in ein unter Denkmalschutz stehender historischer Straßenbahnbetriebshof, der 1929 gebaut wurde. Es besteht aus einer oberen und unteren Halle, wobei die untere Halle den öffentlichen Ausstellungsbereich des Museums darstellt (siehe Ausstellung) und in der oberen Halle, die nur im Zuge von Führungen zugänglich ist, werden die betriebsfähigen Fahrzeuge für den historischen Fahrbetrieb vorgehalten (siehe historischer Fahrbetrieb).
Bis zur Umstellung der Straßenbahnlinie 2 auf Stadtbahnbetrieb wurde der Betriebshof noch im Regelbetrieb genutzt. Später folgte der Umbau zum Museumsgebäude, mit dem die rückseitigen Gleisanlagen des Betriebshofes etwas verkleinert und die hintere Verlängerung der oberen Halle mitsamt der Rampe zur Depotschleife abgerissen wurde, wobei die Rampe später wiedererrichtet wurde.

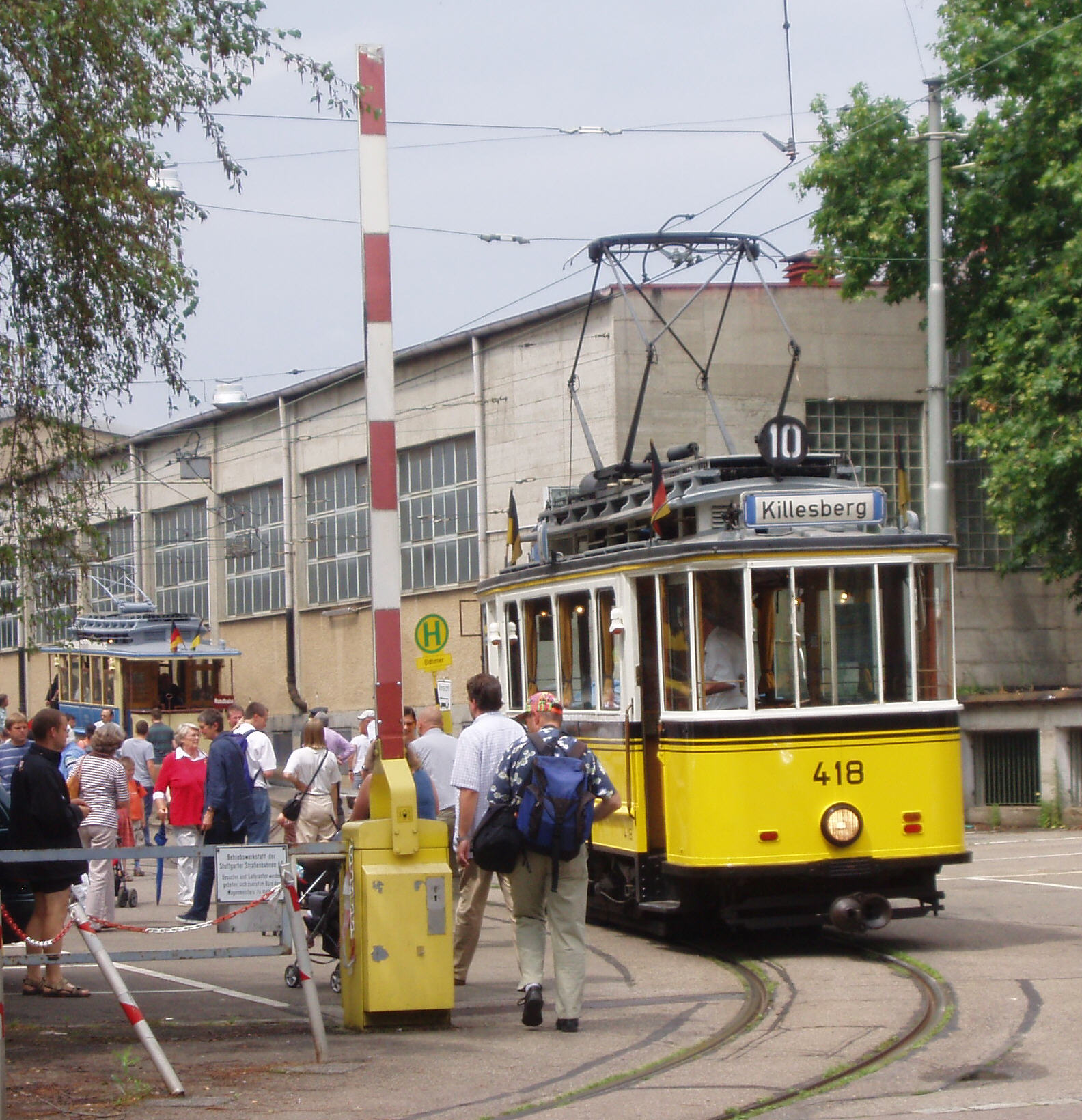
Die rückseitige Rampenausfahrt zur Depotschleife mit der inzwischen abgerissenen Verlängerung der oberen Halle

Neben dieser Rampe verfügt die obere Halle über eine zweigleisige Zufahrt mit Anschluss an die Depotschleife, die wieder zur Rampe führt und an das reguläre Stadtbahnnetz. Die untere Halle ist lediglich über ein Gleis an die Depotschleife angebunden. Das Museumsbistro „Meterspur“ sowie der Empfangsraum mit kleinem Museumsshop und Toiletten befinden sich im fünfstöckigen Verwaltungsteil des Gebäudes, an das die untere Halle rückseitig anschließt.

### Ausstellung

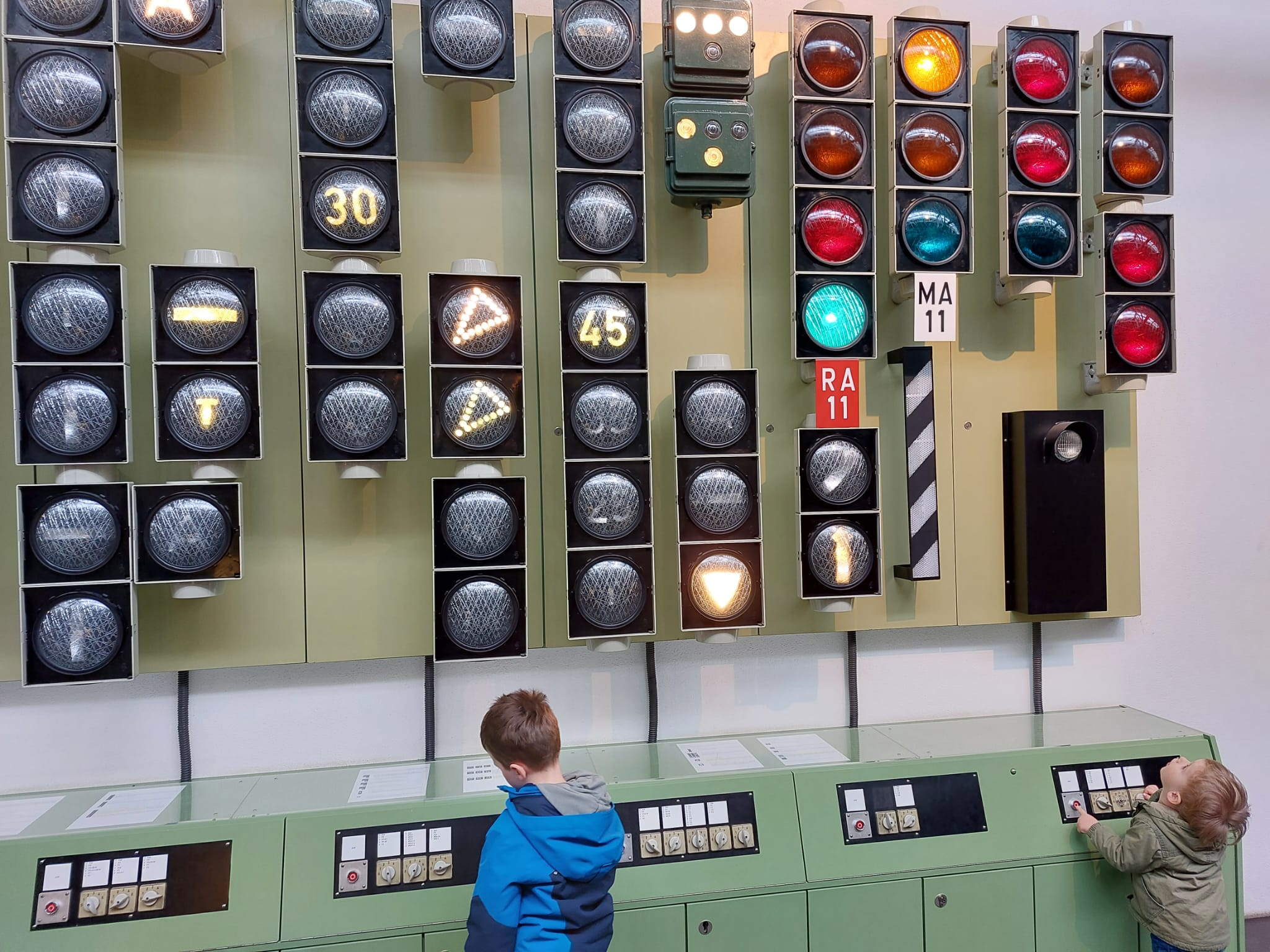
Eines der interaktiven Elemente in der Ausstellung

Den Kern der rund 2.500 Quadratmeter großen Ausstellung bilden 35 historische Straßenbahnfahrzeuge aus Stuttgart und Umgebung, ein historischer Zug der Zahnradbahn, sieben Omnibusse (aus Platzgründen zumeist im Omnibusbetriebshof Gaisburg untergebracht), zwei unterschiedliche Hälften der Stadtbahn-Prototypen sowie schienen- und straßenbündige Arbeitsfahrzeuge, die im öffentlichen Teil des Museums in der unteren Halle untergebracht sind. (Für genaueres siehe Exponate.) Ein Teil des Museumsbestandes, der sich noch in Aufarbeitung befindet oder aus Platzmangel ausgelagert ist, befindet sich in der oberen Halle und sind nur im Zuge von Führungen zugänglich.

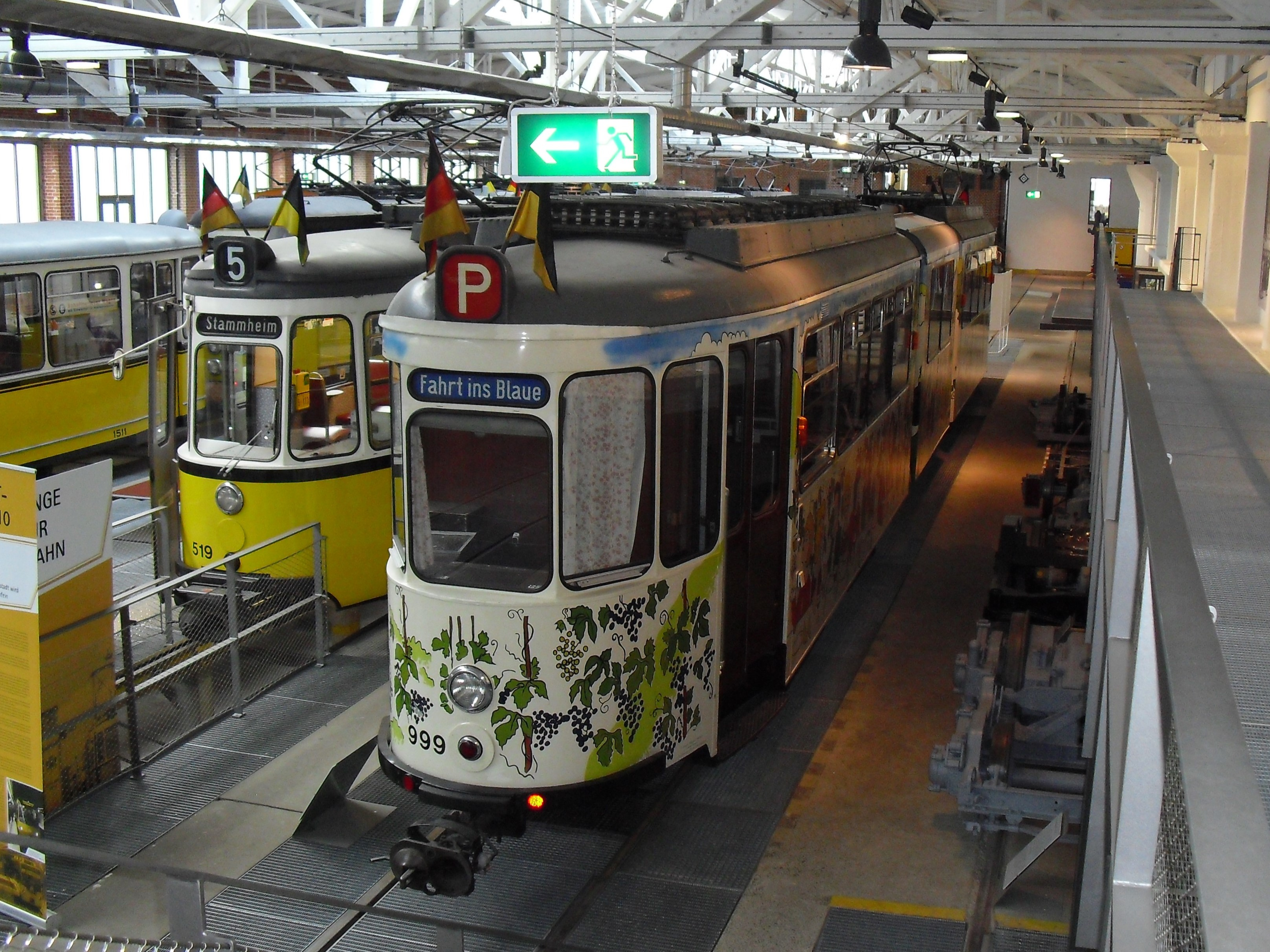
Blick in den Ausstellungsbereich in der unteren Halle

Der Ausstellungsbereich verfügt über unterschiedliche Themeninseln (u. a. Fahrgäste oder Fahrschule), Schautafeln, oder didaktisch besonders aufbereitete Schaustücke wie eine manuell bedienbare Signalwand oder eine begehbare Wartungsgrube unter einem GT4. Auf einer Modellstraßenbahnanlage werden außerdem in Eigenbau erstellte Modellfahrzeuge im Maßstab 1:22,5 vorgeführt, die teilweise durch einen originalen Kurbelfahrschalter gesteuert werden können.

### Exponate
Im Ausstellungsbereich des Museums sind folgende, nicht betriebsfähige Exponate zu begutachten:

#### Straßenbahn
- Tw 2 und Bw 23 (als Café Alte Achse) der Straßenbahn Esslingen–Nellingen–Denkendorf (END), Baujahr 1926, mit Arbeits- und Güterwagen
- Tw 7 und Bw 22 der Esslinger Städtischen Straßenbahn (ESS) mit Güterbeiwagen
- Tw WN 26 und Bw 32 der Filderbahn-Gesellschaft, Baujahr 1912, mit Güterwagen 202
- Tw SSF 15 der Städtischen Straßenbahn Feuerbach (SSF), Rekonstruktion aus Tw 259 (Reihe 200) der SSB
- Bw 20, 1992 rekonstruierter Sommerbeiwagen der „Neuen Stuttgarter Straßenbahn“ (NSS)
- Bw 1255, einziger erhaltener SSB-eigener Beiwagen aus der Vorkriegszeit, Baujahr 1929
- Tw 912, Typ DoT4, (Um)baujahr 1965
- Tw 999 (ex 929), zum Partywagen umgebauter DoT4, (Um)baujahr 1965
- Tw 519, ältester erhaltener GT4, Baujahr 1959, darunterliegende Wartungsgrube begehbar
- Tw 722, Typ GT4
- Tw 630, Typ GT4
- Tw 804 und Bw 1511, Typen T2 und B2, Baujahr 1956 und 1954
- Tw 859, Gartenschauwagen, Baujahr 1939
- Tw 340 und Bw 950, aus der Reihe 300, Baujahr 1910
- Lok 2023, Arbeitslok der SSB
- Gondel Nr. 6 der Sesselbahn Killesberg

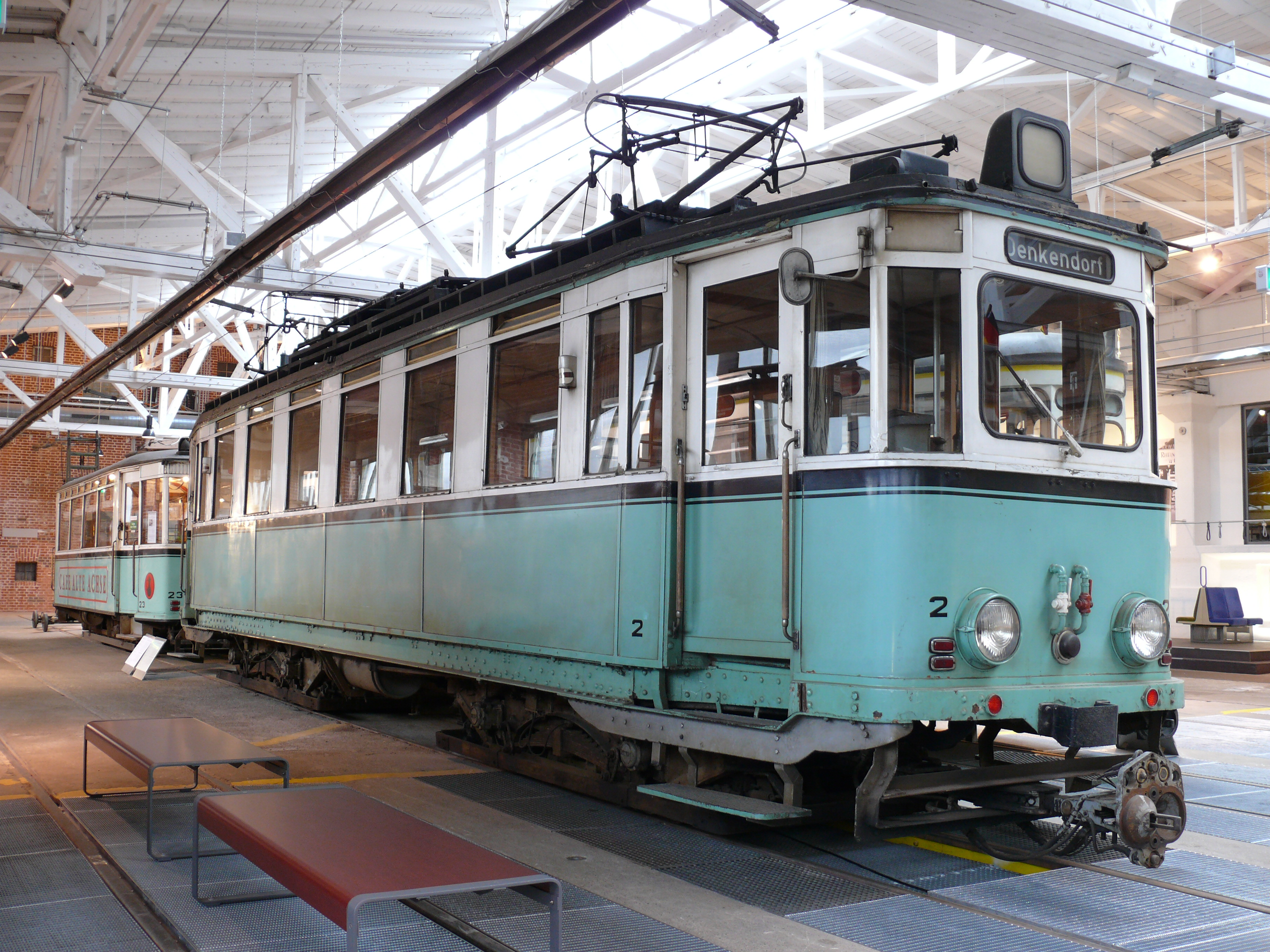
Tw END 2
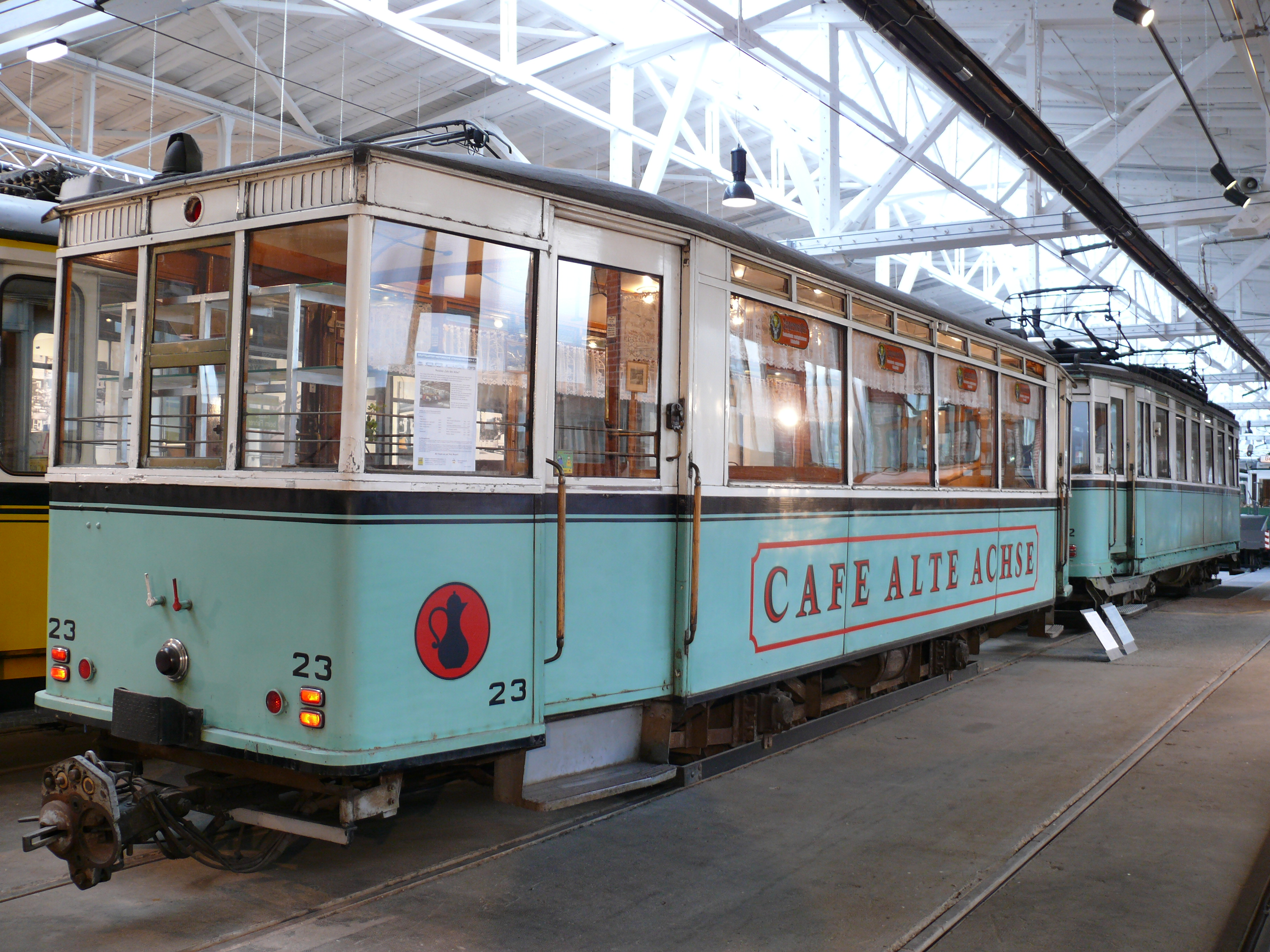
Bw END 23
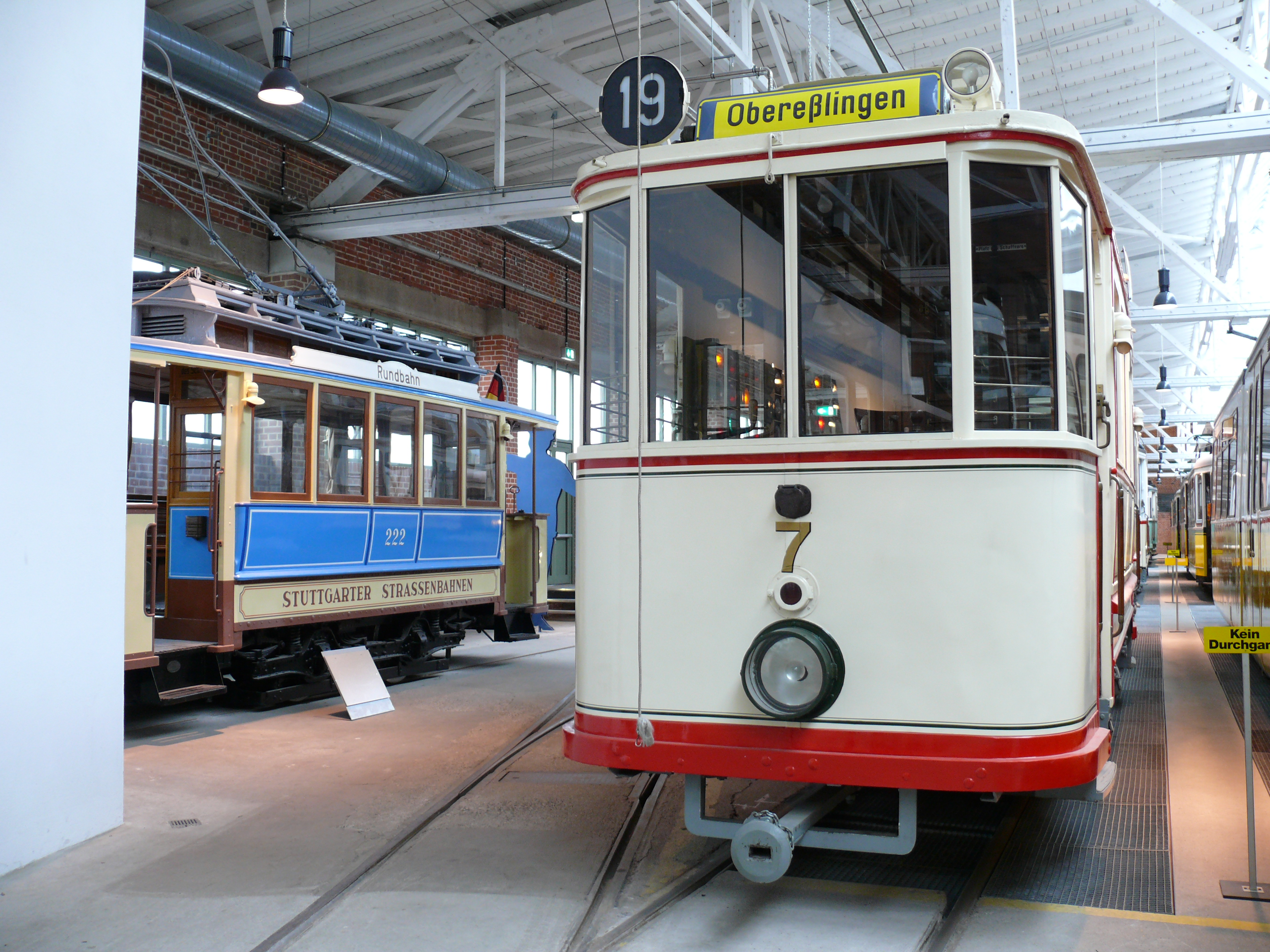
Tw ESS 7
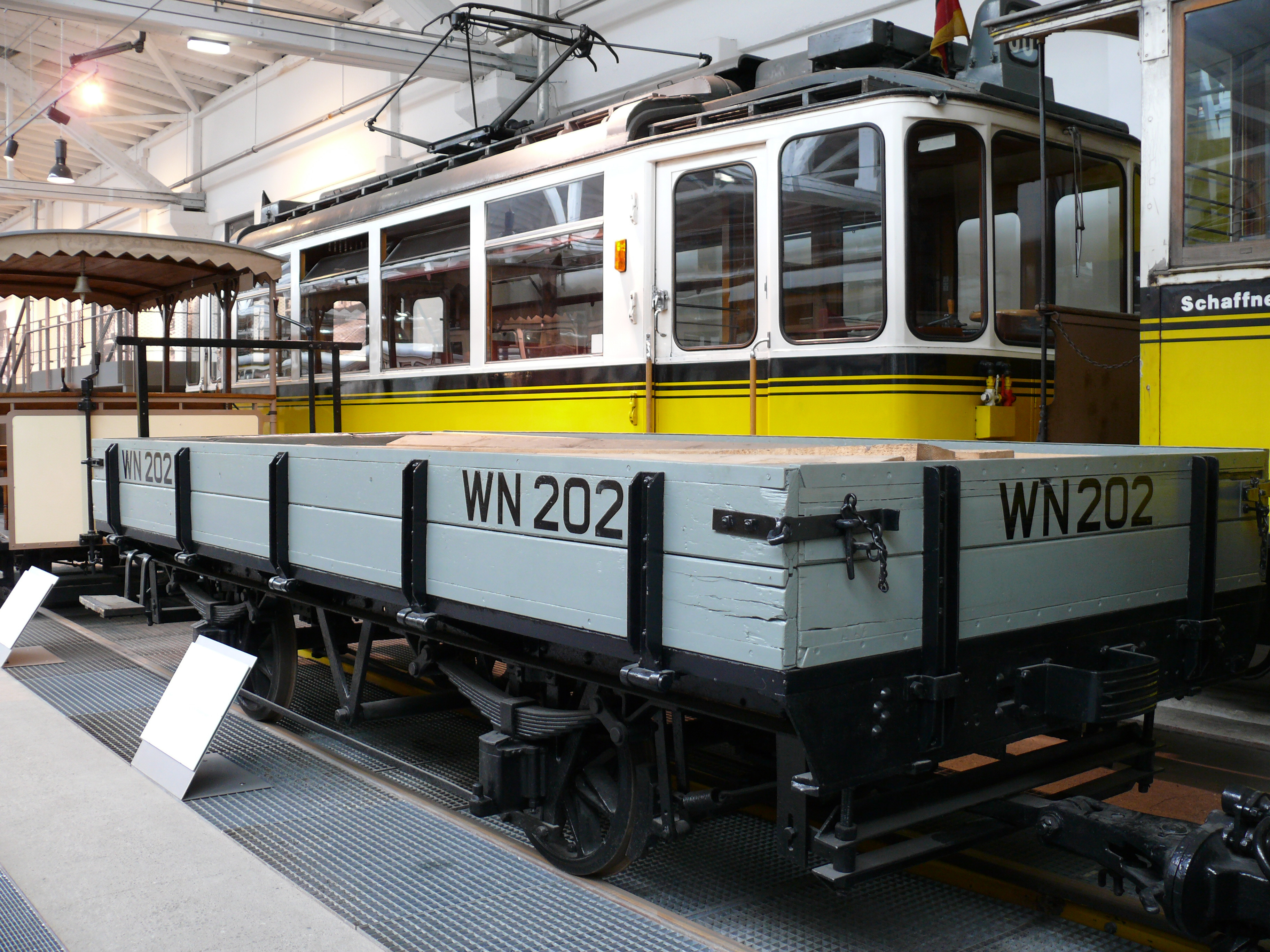
Filderbahn-Güterwagen WN 202
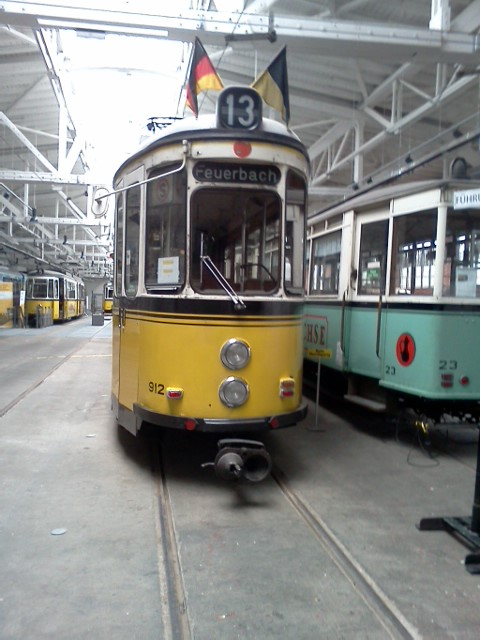
DoT4 912
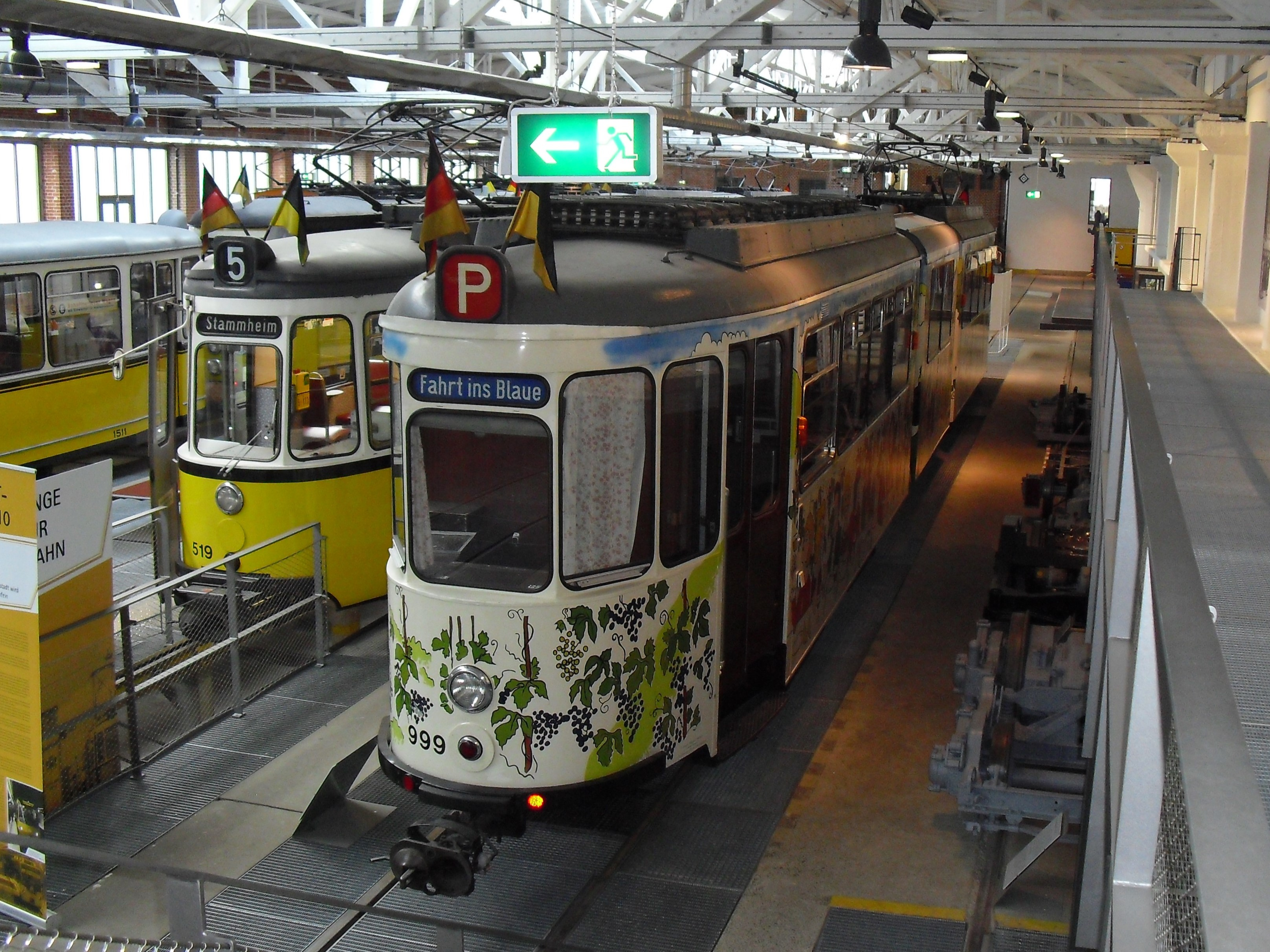
DoT4-Partywagen 999, daneben GT4 519
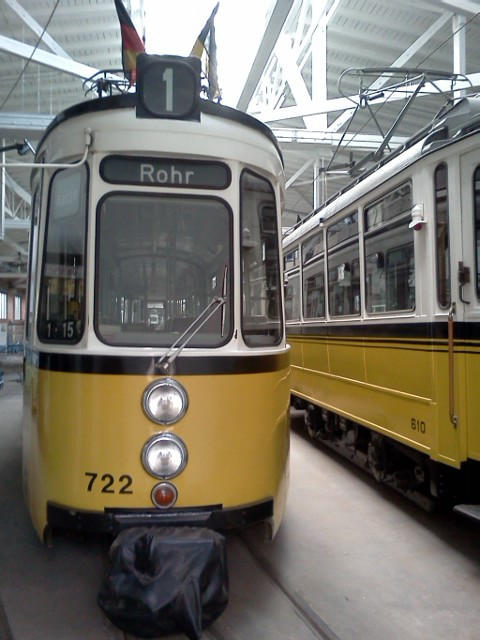
GT4 722
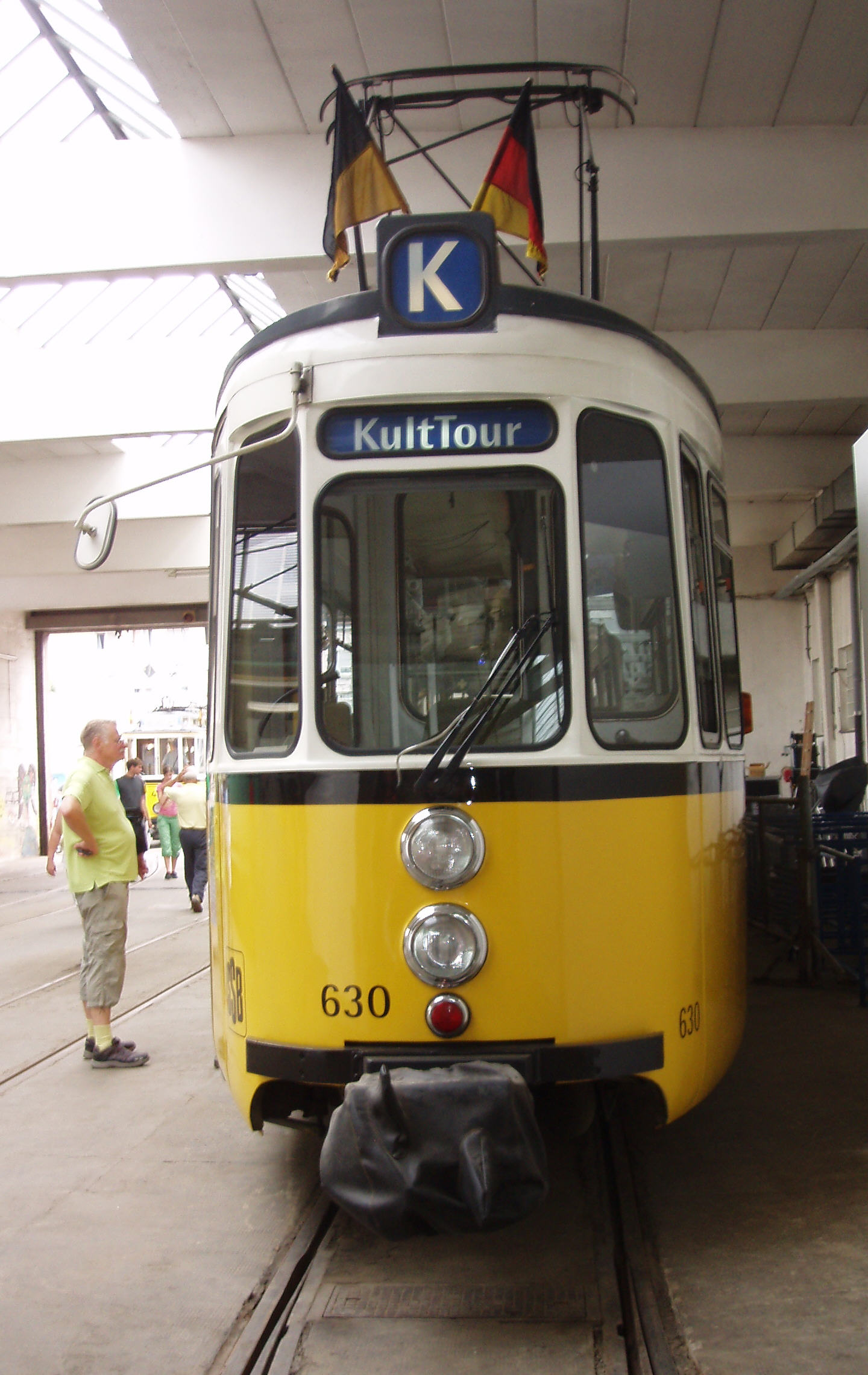
GT4 630
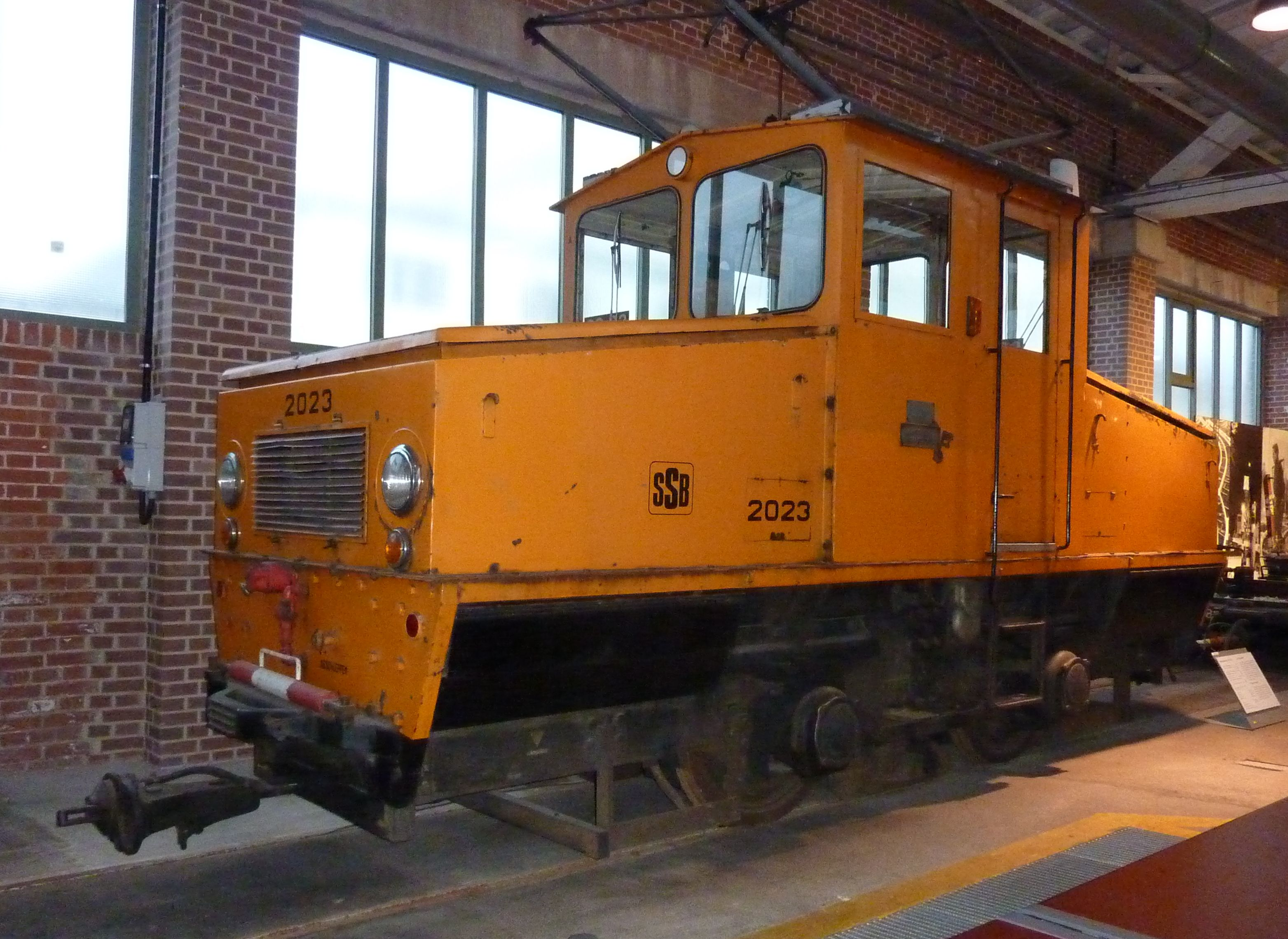
Arbeitslok 2023

#### Omnibusse
- Mercedes-Benz O 6600 H, Baujahr 1955, Betriebsnummer 105 (unrestauriert und nicht einsatzbereit)
- Büssing BS 110V, Baujahr 1970 (ursprünglich bei den Stadtwerke Schweinfurt GmbH im Einsatz, wurde in END-Farbgebung restauriert)[3]

## Historischer Fahrbetrieb
Einen hohen Stellenwert für das Straßenbahnmuseum nahm und nimmt der historische Fahrbetrieb ein, der in der Regel immer sonntags auf den Straßenbahn-Oldtimerlinien 21 und 23 und zu verschiedenen Anlässen auf den verbliebenen Strecken mit Dreischienengleis stattfindet. Die historischen Busse dienen als regelmäßiger Ersatz für die Straßenbahnen bei Sperrung sowie für weitere Einsätze. Außerdem können privat Sonderfahrten auf jenen Strecken gebucht werden. Regelmäßiger historischer Fahrbetrieb mit Museumstriebwagen findet seit 1989 statt.

### Oldtimerlinien
Oldtimerlinie 21

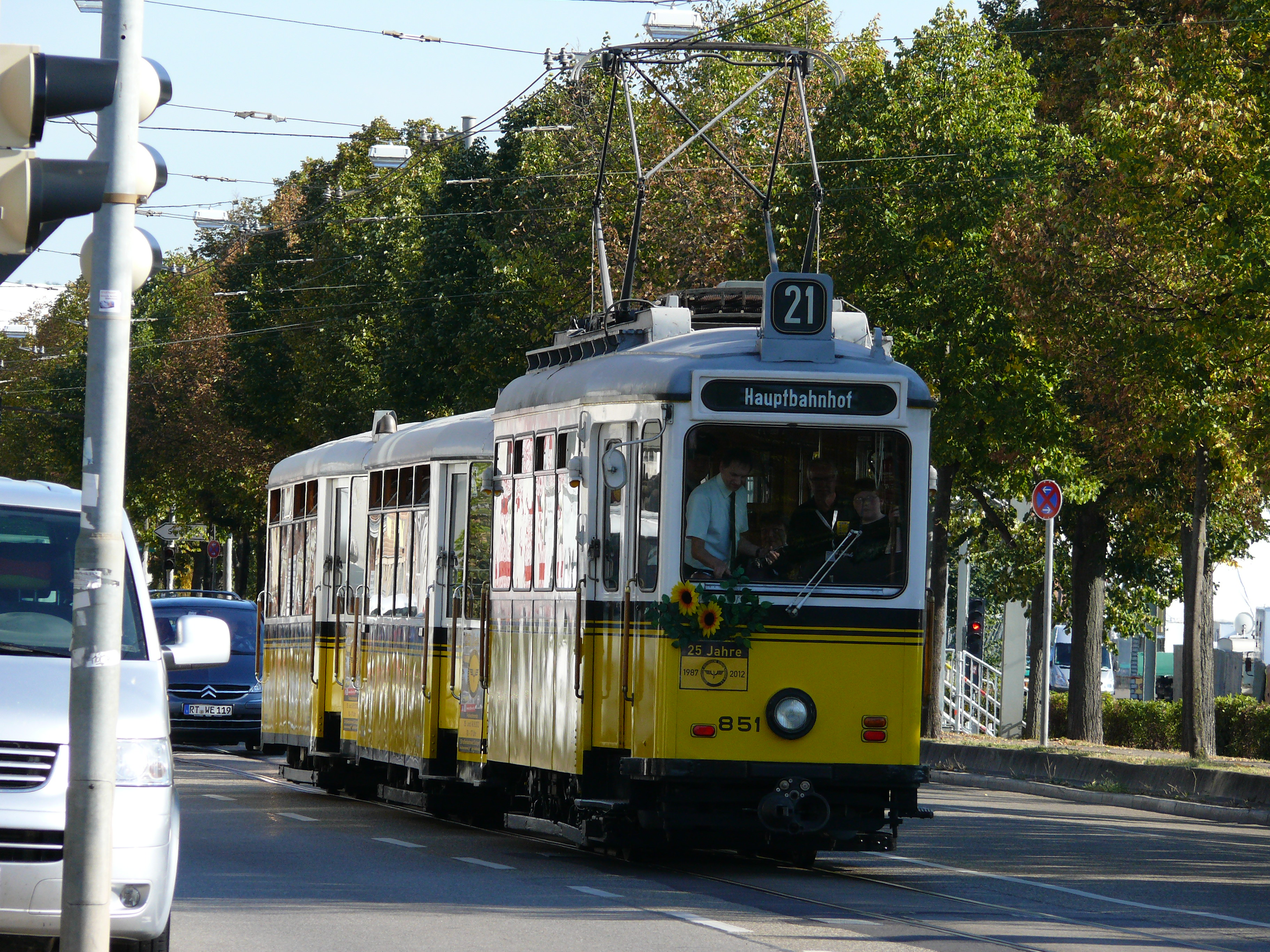
Gartenschauwagen 851 kurz nach dem Start am Museum als Oldtimerlinie 21 auf dem Weg in die Innenstadt

Die Oldtimerlinie 21 (Tour „Innenstadtschleife“, Linienfarbe gelb) führt vom Straßenbahnmuseum in Bad Cannstatt durch die Neckarstraße über den Charlottenplatz zum Berliner Platz und über den Hauptbahnhof zurück nach Bad Cannstatt. Hier ist der Einsatz von Solo-, Zwei- und Dreiwagenzügen möglich.
Die Linie verkehrt in der Regel sonntags dreimal pro Richtung, gehalten wird an folgenden Haltestellen: Straßenbahnmuseum, Neckartor (seit 2023, vorher Staatsgalerie), Berliner Platz (Hohe Straße) und Hauptbahnhof. Eine Rundfahrt dauert rund 35 Minuten.
Aufgrund des Neubaus der Haltestelle Staatsgalerie und der damit verbundenen Unterbrechung der Innenstadtschleife war die Linie 21 zwischen Mai 2016 und dem 26. Dezember 2023 (da feierliche Wiederinbetriebnahme) eingestellt.
Oldtimerlinie 23

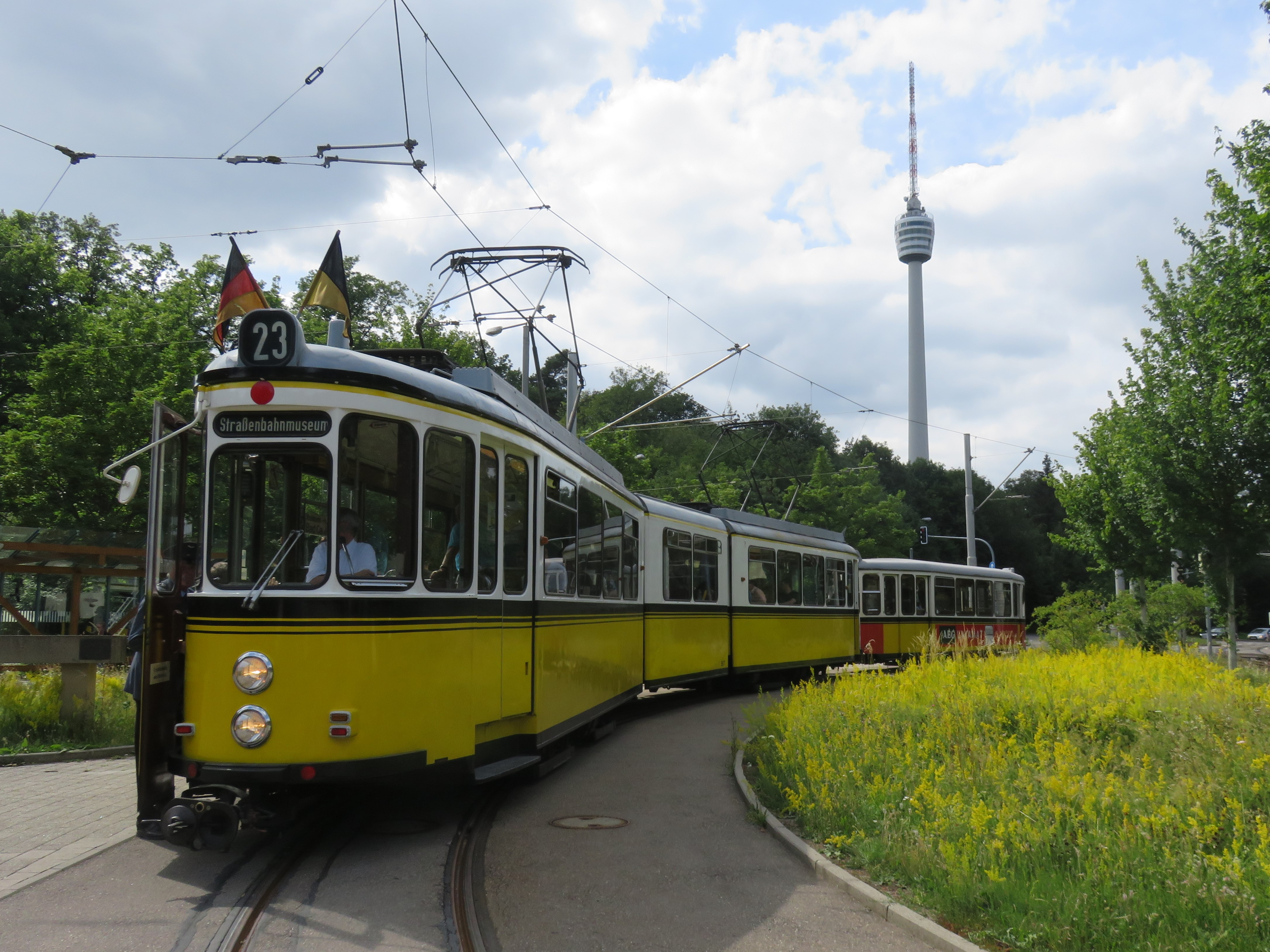
DoT4 917 am Endpunkt der Oldtimerlinie 23 an der Ruhbank, im Hintergrund der Stuttgarter Fernsehturm

Die Oldtimerlinie 23 (Tour „Panoramastrecke“, Linienfarbe dunkelrot) verkehrt ebenso vom Straßenbahnmuseum aus, zweigt am Leuzeknoten in Richtung Pragstraße ab und fährt über das Nordbahnhofviertel und die Innenstadt zur Ruhbank, folgt also ab dem Löwentor dem Verlauf der ehemaligen Linie 15. Da diese Strecke stellenweise bis zu 8,5 % Steigung aufweist, ist hier nur ein Einsatz von Solo- und Zweiwagenzügen möglich.
Die Linie verkehrt in der Regel sonntags dreimal pro Richtung, gehalten wird an folgenden Haltestellen: Straßenbahnmuseum, Mittnachtstraße, Budapester Platz (nur in Richtung Museum, seit 2017, vorher Pragfriedhof), Schlossplatz, Charlottenplatz, Eugensplatz, Bubenbad und Ruhbank. Eine einfache Fahrt dauert rund 40 Minuten.
Aufgrund von Bauarbeiten im Zuge des Baus des Rosensteintunnels war die Verbindungskurve am Leuzeknoten für vier Jahre unterbrochen, sodass die Linie 23 zwischen Juli 2013 und Dezember 2017 durch die Linie 23E mit Oldtimerbussen ersetzt wurde.
In der Weihnachtszeit wird an den Adventssonntagen auf der Strecke der Linie 23 der sogenannte „Glühwein-Express“ angeboten. Im weihnachtlich geschmückten Fahrzeug (meist DoT4 917 oder T2 802) werden Glühwein, Kinderpunsch und Lebkuchen gereicht.
Kleine Rundlinie

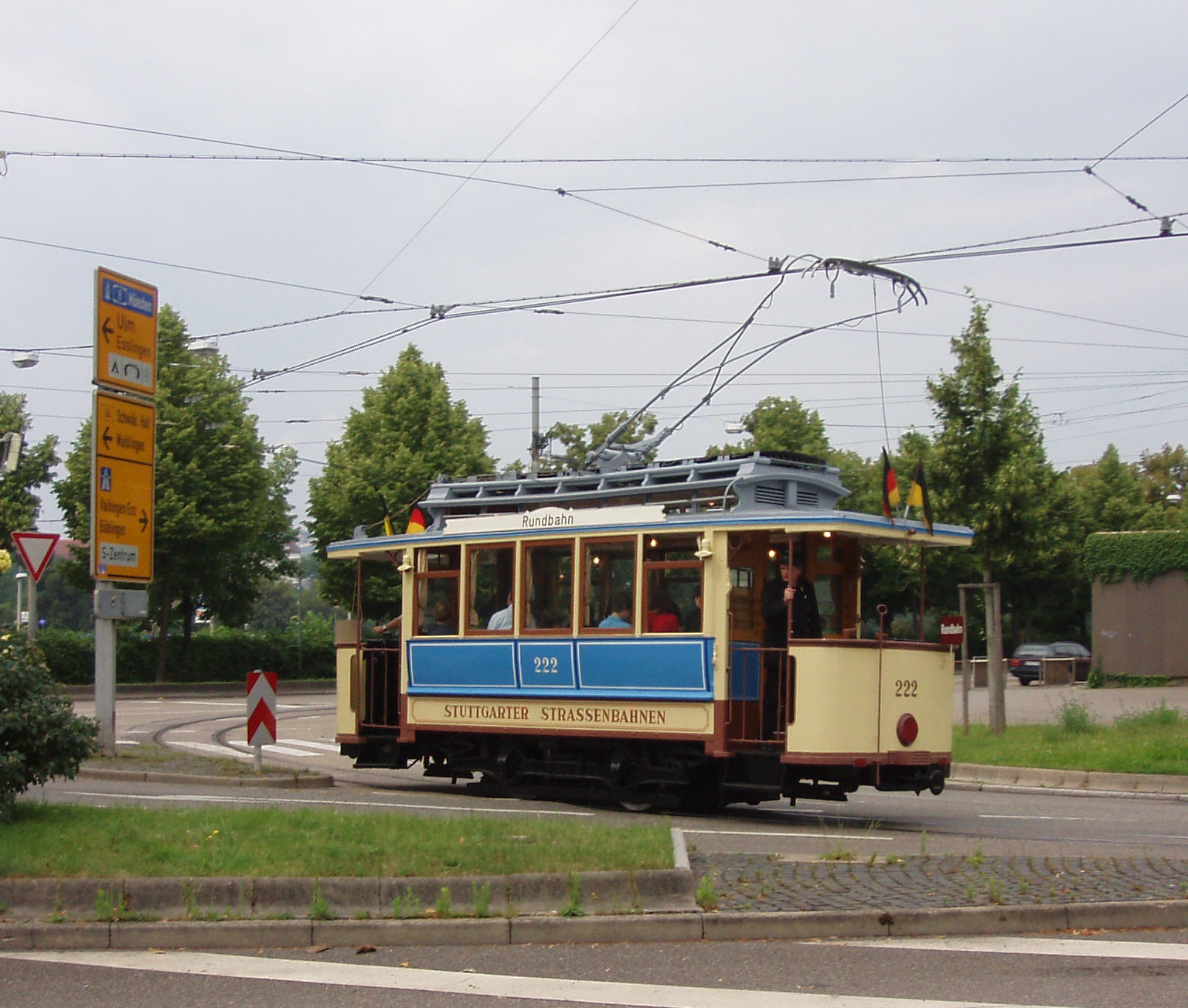
Triebwagen 222 auf der kleinen Rundlinie um das Museum

Weiterhin gibt es an den Sonntags-Öffnungstagen des Straßenbahnmuseums Rundfahrten („Depotrunde“) auf der sogenannten etwa 500 m langen „Museums-“ oder „Depotschleife“, einer eingleisigen reinen Straßenbahnstrecke zwischen Aus- und Einfahrt des Straßenbahnmuseums durch die Daimler- und Mercedesstraße. Hier ist ein freizügiger Einsatz von Solo-, Zwei- und Dreiwagenzügen sowie von Altbaufahrzeugen mit schmalen Radreifen oder/und Überbreite möglich.

### Betriebsfähige Fahrzeuge

#### Straßenbahn
Zurzeit sind folgende Triebwagen (Tw) und Beiwagen (Bw) für den Personenverkehr zugelassen und betriebsfähig:
- Tw 222, Baujahr 1904 („Jubiläumswagen“, wird zu besonderen Anlässen mit einer Sondergenehmigung in Betrieb genommen)
- Tw 418, Baujahr 1925 (Reihe 400, mit Holzlängssitzen und Handbremse)
- Tw 851, Baujahr 1939 (Gartenschauwagen)
- Tw 276, Baujahr 1952 (Reihe 200 (Nachbau), letzte Fahrzeugserie mit Holzaufbau in Stuttgart)
- Tw 802, Baujahr 1954 (T2)
- Tw 2002 und 2003, Baujahr 1957 (Schleifwagen vom Typ T2, nicht für Personenverkehr)
- Tw 917, Baujahr 1965 (DoT4, aus zwei T2 zusammengebaut)
- Tw 401, Baujahr 1961 (GT4, mit Fahrschuleinrichtung; alle GT4, soweit nicht anders angegeben, führende Triebwagen im letzten, modernisierten Betriebszustand von 2007)
- Tw 450, Baujahr 1961 (GT4)
- Tw 471, Baujahr 1961 (GT4, nicht modernisiert, weitgehend originale Innenausstattung mit Kunstledersitzen)
- Tw 629, Baujahr 1963 (GT4)
- Tw 632, Baujahr 1963 (GT4)
- Bw 1369 und 1390, Baujahr 1950 (Bw 1369 wahlweise hinter Altbau-Zweiachstriebwagen oder hinter Typ T2 verwendbar)
- Bw 1241, Baujahr 1953 (ehemaliger Reutlinger Beiwagen 41, der annähernd der Stuttgarter Vorkriegsbaureihe 1200 entspricht, überwiegend eingesetzt hinter Tw 418, gelegentlich hinter Tw 276)
- Bw 1547 und 1605, Baujahr 1955/1956 (B2, eingesetzt hinter T2 und DoT4, letzterer auch als Mittelwagen verwendbar)

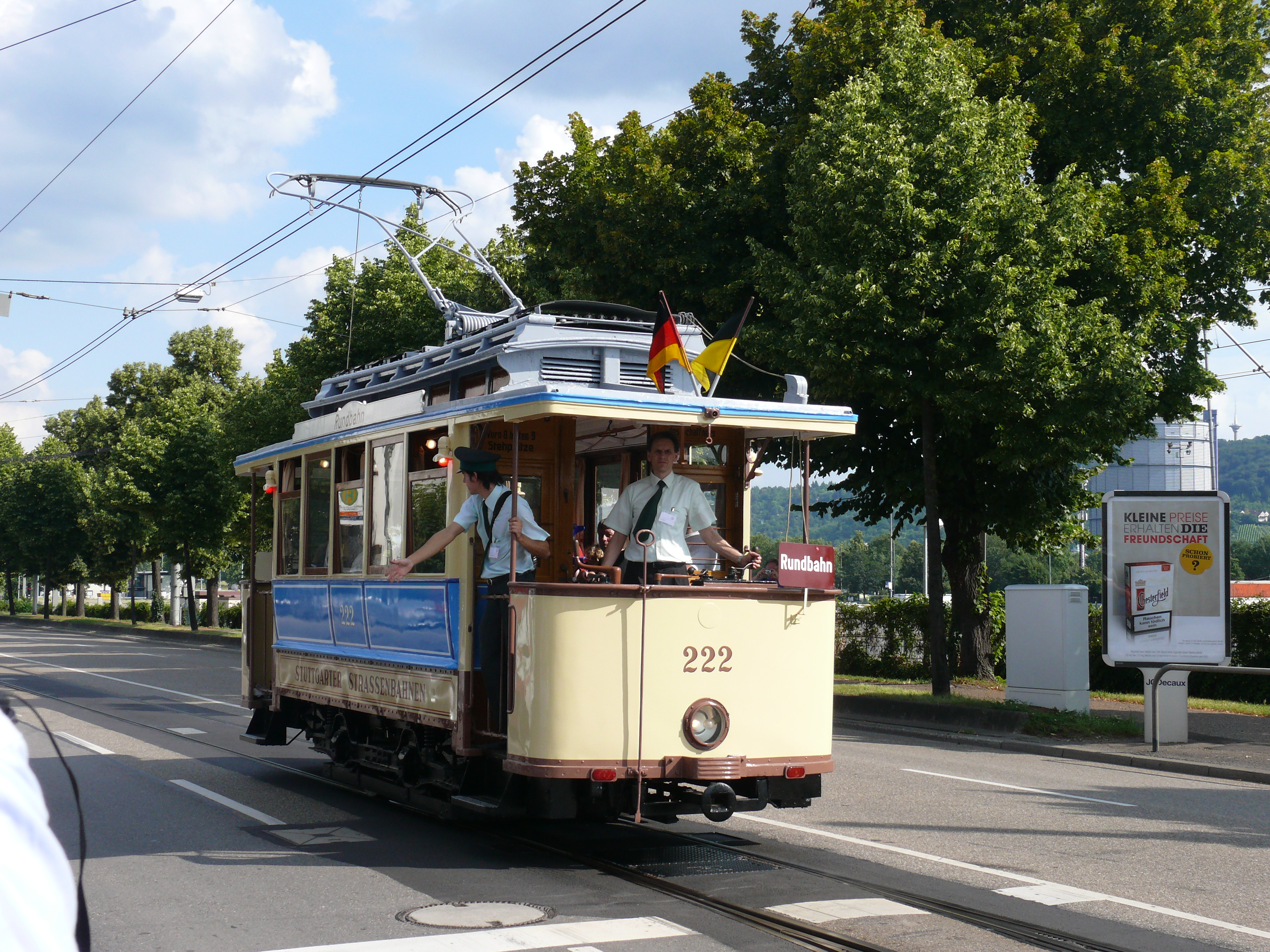
Tw 222 auf der kleinen Rundlinie
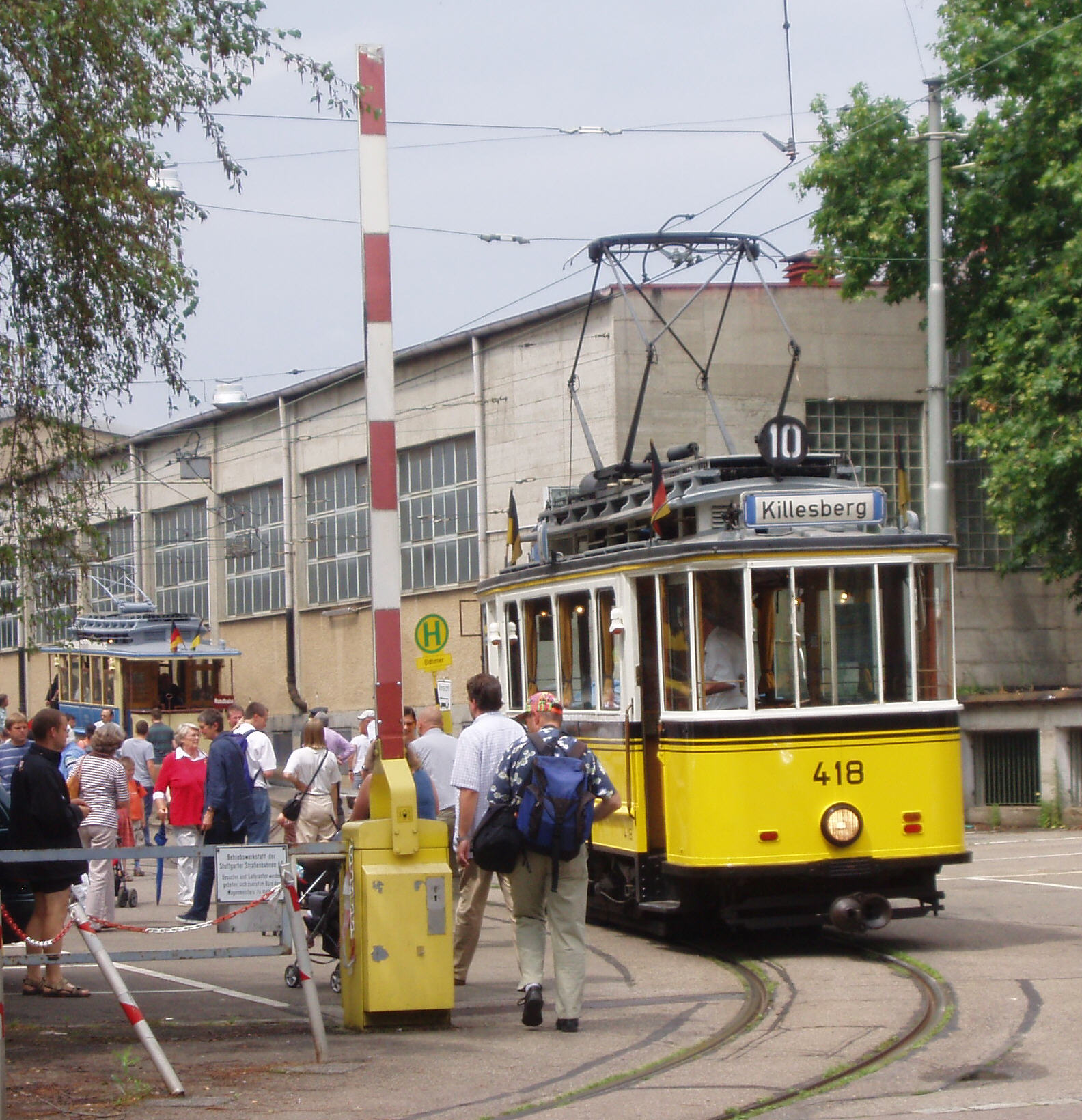
Tw 418 an der Hinterausfahrt des Straßenbahnmuseums
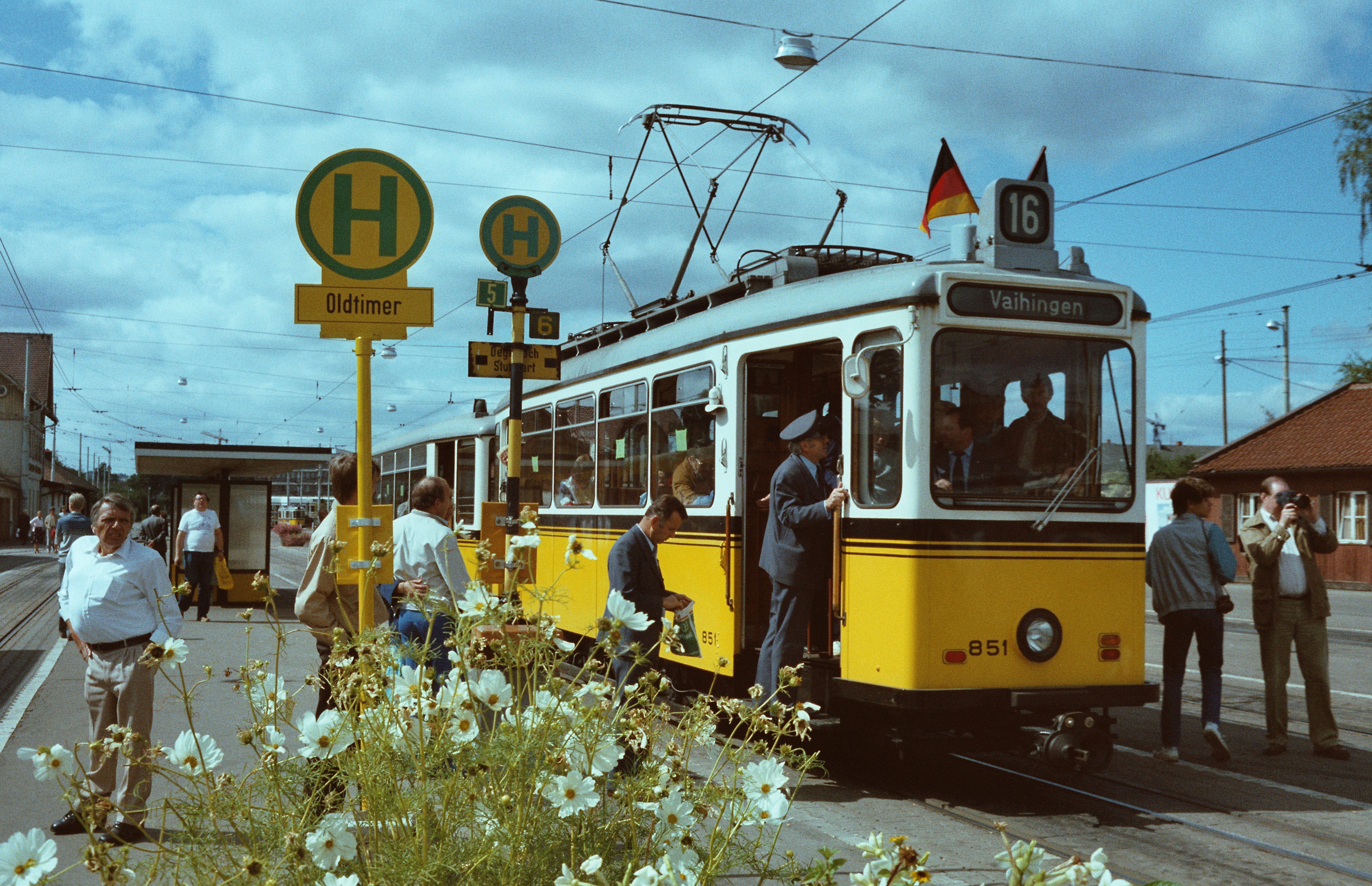
Tw 851 bei einer Sonderfahrt 1983
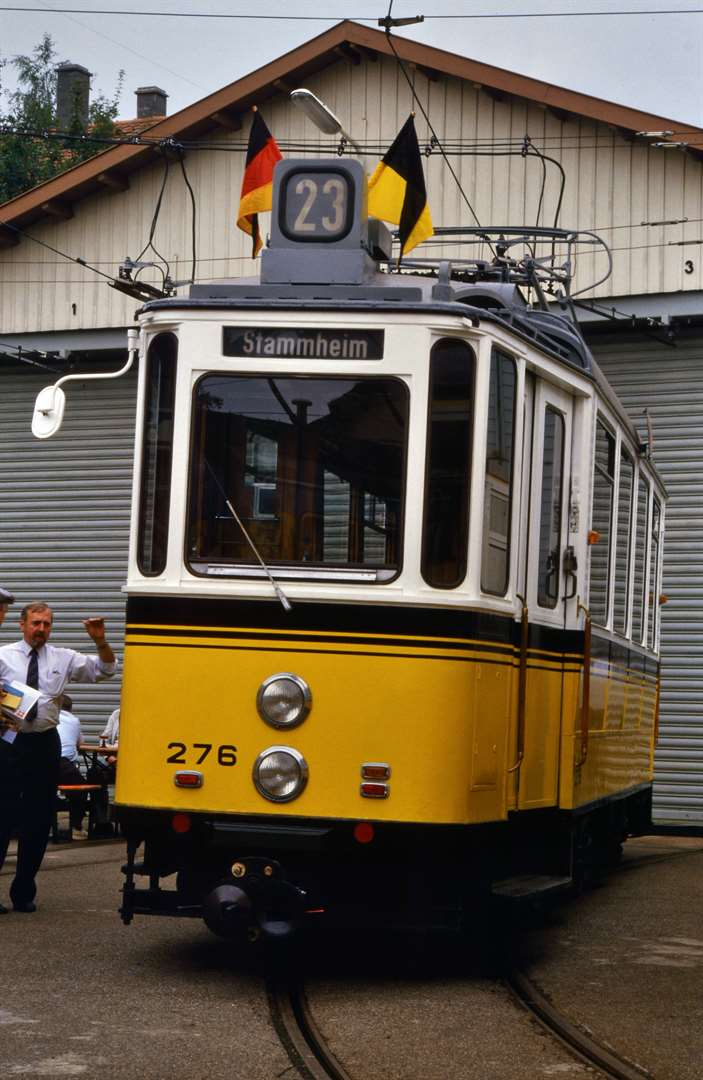
Tw 276 vor dem früheren Straßenbahnmuseum Gerlingen
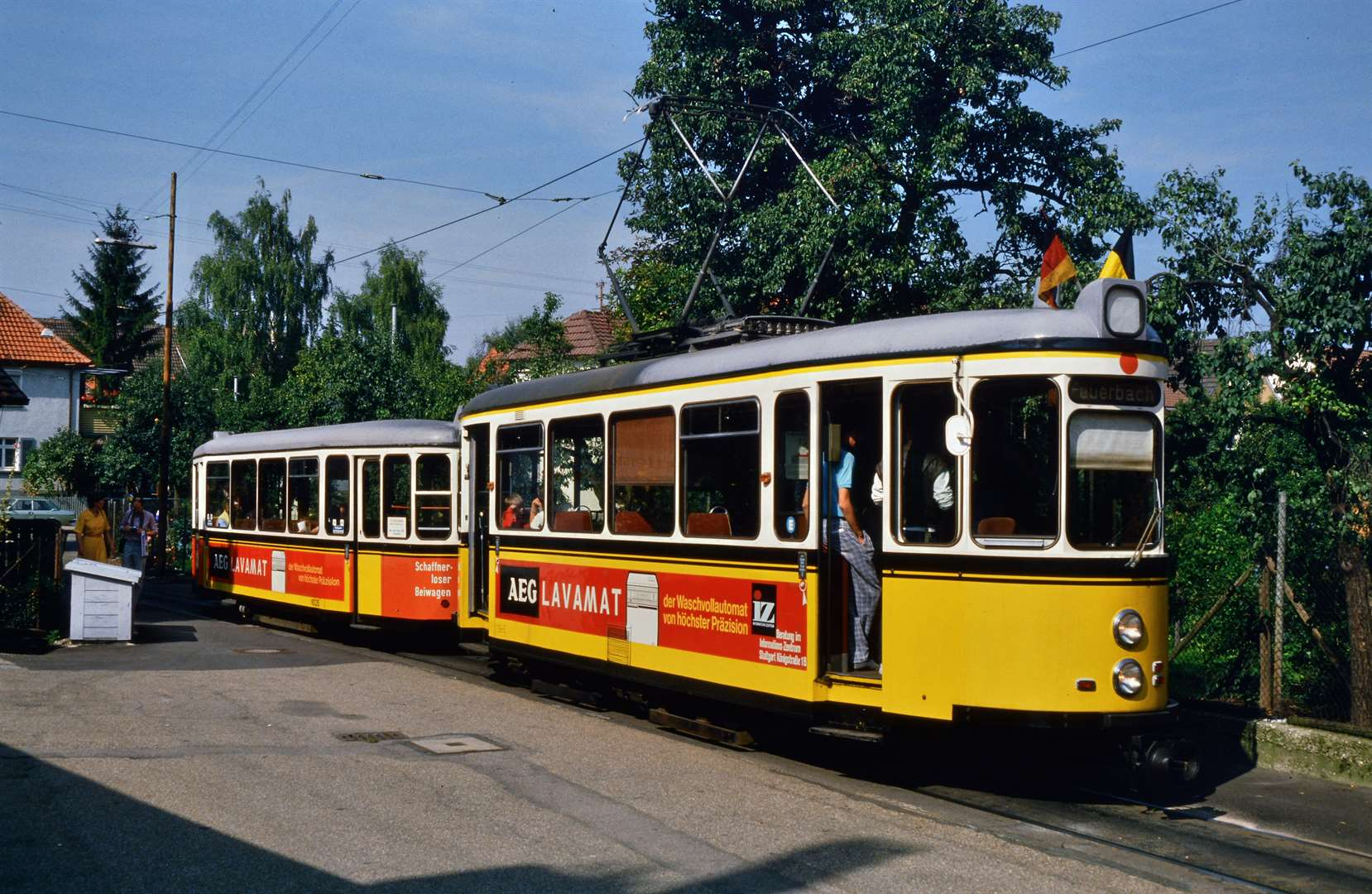
Tw 802 bei einer Sonderfahrt in Gerlingen
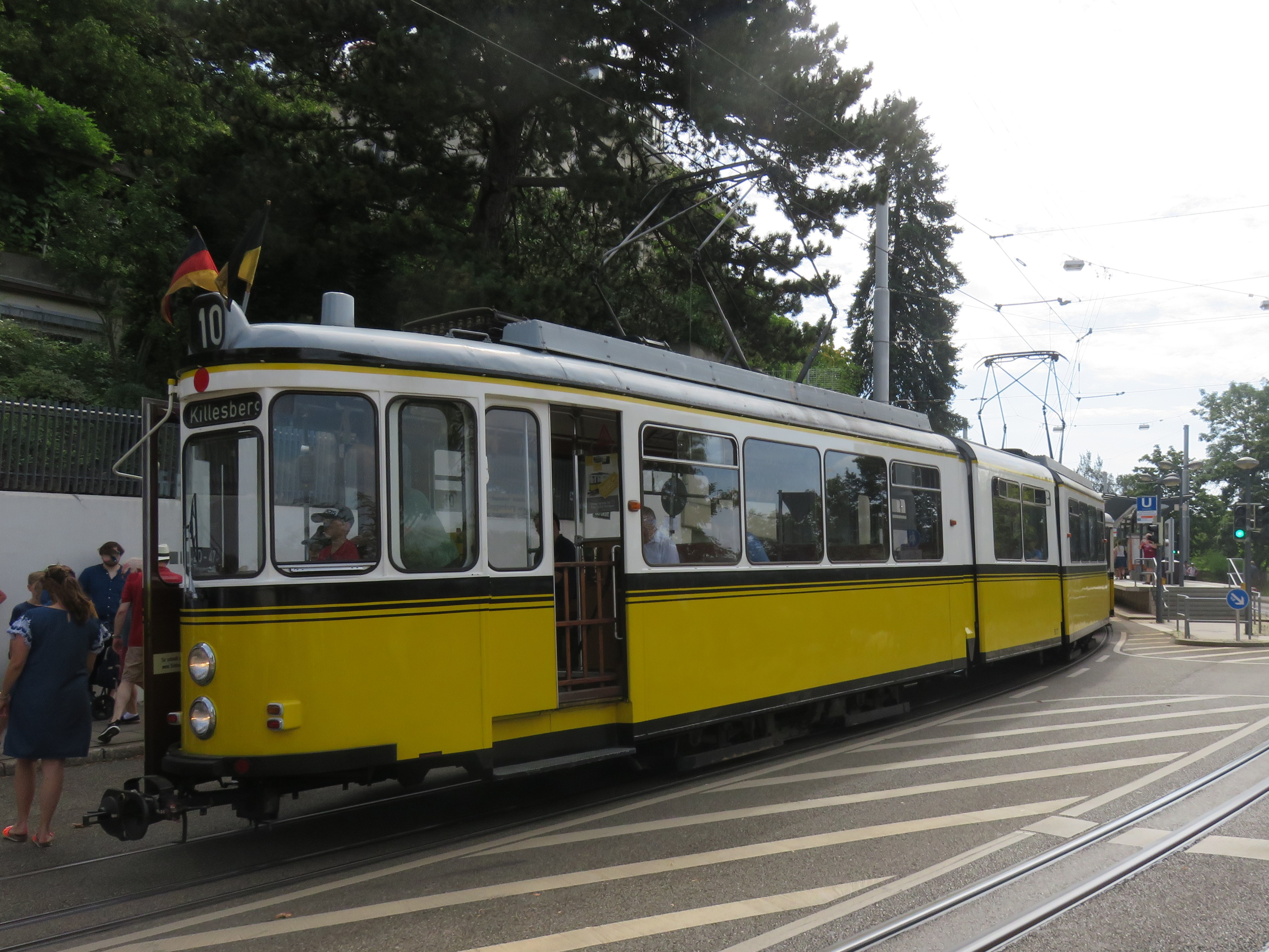
Tw 917 bei der Fahrzeugparade zum Jubiläum „150 Jahre SSB“
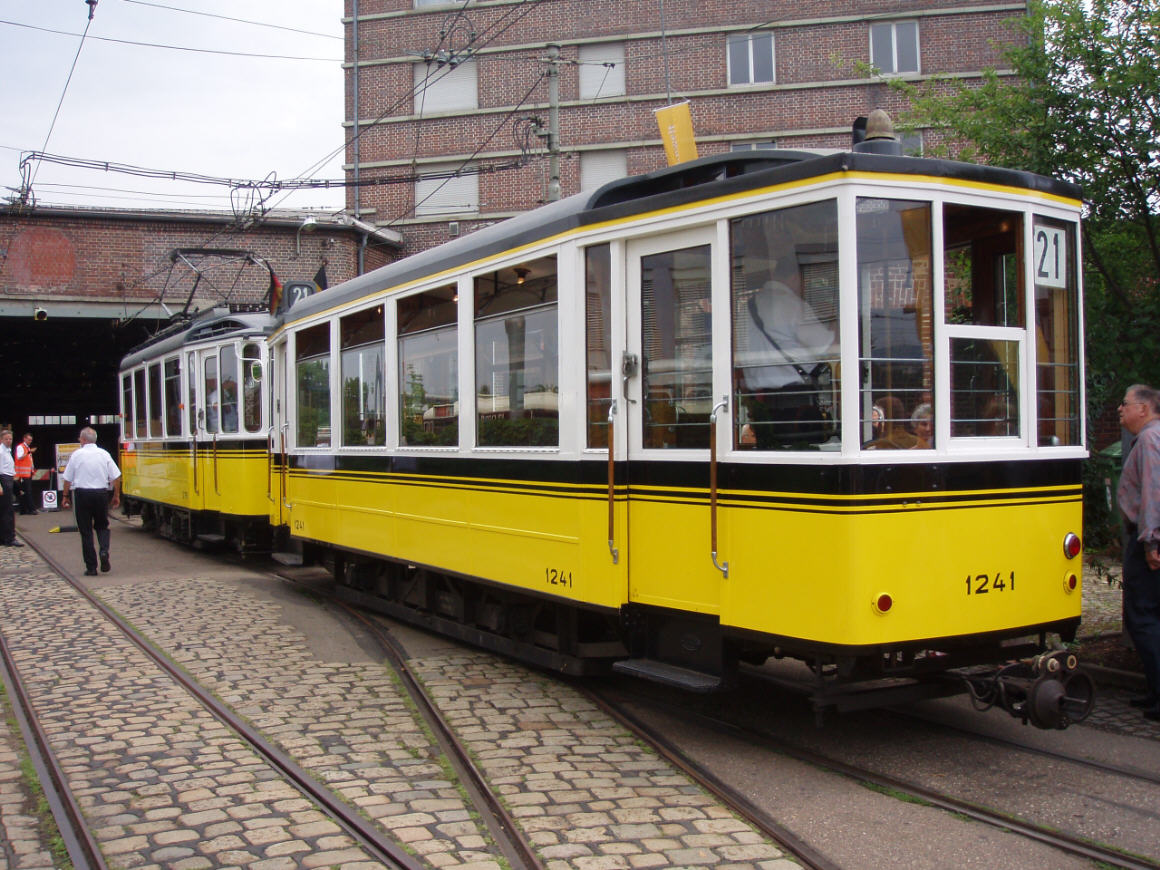
Tw 1241 an Tw 418 vor dem Straßenbahnmuseum
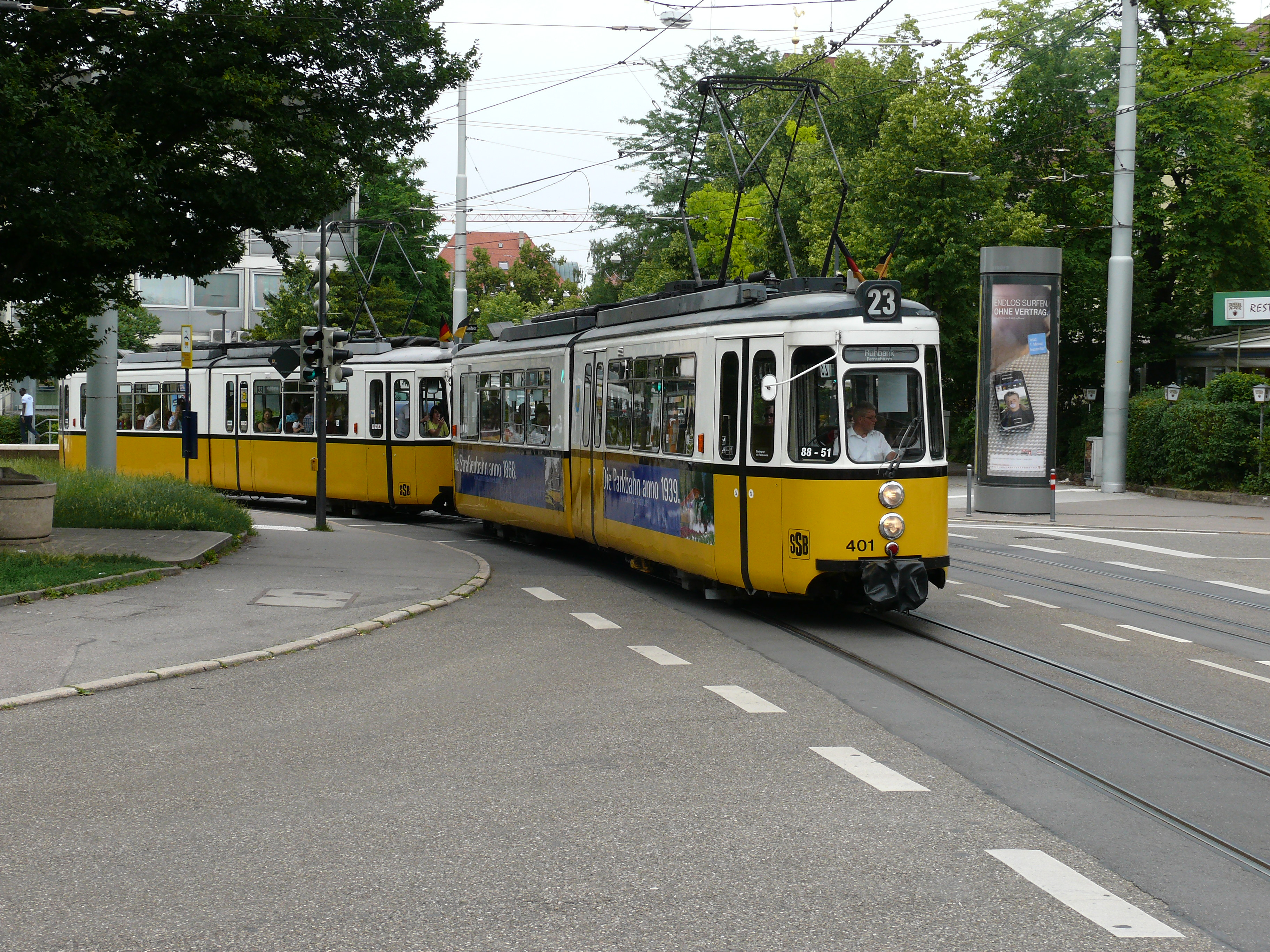
Tw 401 und 471 auf der Oldtimerlinie 23

#### Omnibusse und Oberleitungsbusse
Im Bestand
- Mercedes-Benz O 317, Baujahr 1961 (ursprünglich bei der Kraftverkehr Wupper-Sieg im Einsatz, daher Wupsi genannt, wurde in SSB-Farbgebung restauriert; 2021 beim Brand im Betriebshof Gaisburg beschädigt)[5]
- Henschel HS 160 OSL, Baujahr 1962, Betriebsnummer 22 (SVE) (im Netz des Oberleitungsbus Esslingen am Neckar)
- Mercedes-Benz/Vetter O 317 G, Baujahr 1974, Betriebsnummer 7177 (bekam den Namen Gottlieb Schlenkerle; 2021 beim Brand im Betriebshof Gaisburg beschädigt)[5]
- Mercedes-Benz O 305, Baujahr 1980, Betriebsnummer 5886 (bekam nach seiner Reklamebeschriftung den Namen Otto Wetzel und gehört seit Ende 2005 zum Bestand des Mercedes-Benz-Museums in Bad Cannstatt)
- Mercedes-Benz O 305 G, Baujahr 1984, Betriebsnummer 7453 (sogenannter Kunstbus mit dem Außengemälde Gentle Chaos von Lowell Boileau)
- Mercedes-Benz O 405 G, Baujahr 1995, Betriebsnummer 7518 (im letzten Betriebszustand mit LED-Zielanzeigen; wurde auch als Gepäckbus genutzt)
- Mercedes-Benz O 405, Baujahr 1996, Betriebsnummer 5092 (die LED-Zielanzeigen wurden durch die ursprünglichen Rollbandanzeigen ersetzt)
- Mercedes-Benz O 405 GTD, Baujahr 1994, Betriebsnummer 327 (SVE), "Duo-Bus" des Oberleitungsbus Esslingen am Neckar[6]
- MAN A21 NL313, Baujahr 2001, Betriebsnummer 5134
- Van Hool AG 300 T, Baujahr 2002, Betriebsnummer 213 (SVE) (im Netz des Oberleitungsbus Esslingen am Neckar)[7]
- Mercedes-Benz Citaro, Baujahr 2003, Betriebsnummer 5150 (verkehrt im Jahr 2021 als Impfbus durch den Landkreis Esslingen[8])

Ehemalig
Ende September 2021 brach ein Feuer im SSB-Busbetriebshof Gaisburg aus, in dem auch die historischen Omnibusse der SHB untergebracht waren. Dadurch wurden irreparabel beschädigt:
- Mercedes-Benz O 322, Baujahr 1961, Betriebsnummer 241 (sogenannter Kleiner Stadtbus, wurde bis 1979 als Fahrschulwagen eingesetzt)
- Mercedes-Benz/Vetter O 307, Baujahr 1981, Betriebsnummer 6666

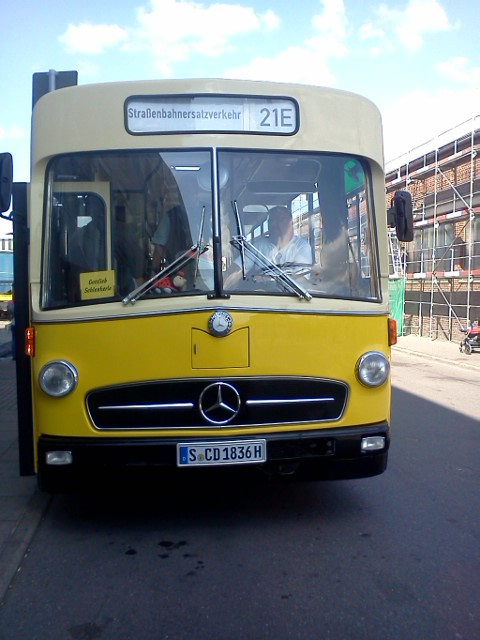
O 317 G
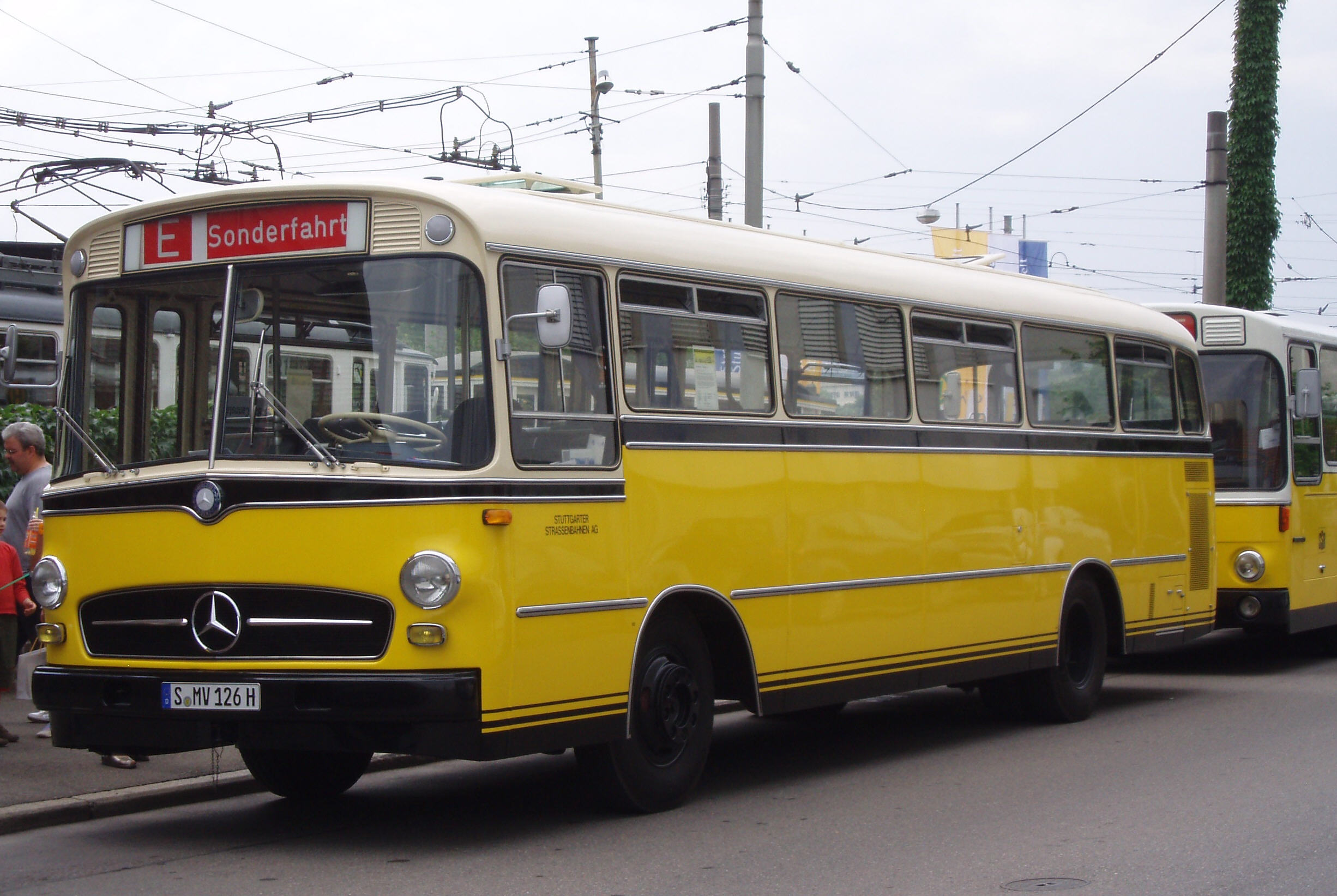
O 322 am Straßenbahnmuseum

## Entstehung der Museumssammlung

### Vorgeschichte
Die SSB besaßen in der ersten Hälfte des 20. Jahrhunderts einen äußerst vielgestaltigen Fahrzeugpark. Im Zweiten Weltkrieg erlitten die SSB zwar schwere Verluste an Anlagen und Fahrzeugen, trotzdem blieb die Vielfalt im Fuhrpark bis in die 1950er Jahre bestehen. Die besondere Topografie Stuttgarts und die teilweise sehr beengten Verhältnisse erforderten immer wieder neue und besondere Lösungen bei Fahrzeugentwicklungen, hinzu kamen noch die Fahrzeuge der übernommenen Betriebe wie der Filderbahn, der Feuerbacher und der Esslinger Straßenbahn. In den Wiederaufbau- und Wirtschaftswunderjahren standen die Zeichen ganz auf Modernisierung: neue Baureihen wie GT6, T2 und GT4 lösten die teilweise noch aus Pferdebahnzeiten stammenden alten Wagen ab, musealer Erhalt passte damals nicht zum Zeitgeist. Die SSB hatten in jenen Jahren mit einem massiven Imageproblem zu kämpfen, das maßgeblich von Unfällen mit altem Fahrzeugmaterial geprägt war. Gleichwohl gab es engagierte Mitarbeiter und Straßenbahnfans, die mit Wissen der Betriebsleitung historische Fahrzeuge in den nicht benutzten Abstellgleisen pflegten und so vor der Verschrottung bewahren wollten. Dies galt besonders für das ehemalige Depot Nr. 2 Westend, das aufgrund seiner Enge von den neuen Fahrzeugen nur teilweise oder gar nicht befahren werden konnte.
Ab dem 19. Juni 1964 wurde die Linie 6 von Stuttgart bis Echterdingen durchgebunden und die obere Filderbahn fortan ausschließlich mit Straßenbahnfahrzeugen bedient. Von einem Tag auf den anderen wurde die komplette alte, historisch wertvolle Filderbahnflotte abgestellt und wenige Wochen später bis auf Wagen 126 verschrottet. Dieser wurde ausgewählt, da man sich die Befahrbarkeit auch auf Innenstadtstrecken versprach, was mit den Maximumtriebwagen nicht möglich gewesen wäre.

### Vorgängergruppierungen
Dem aus den Verkehrsfreunden Stuttgart (VfS) hervorgegangenen Verein Gesellschaft zur Erhaltung von Schienenfahrzeugen (GES) gelang es ab 1965 einen Grundstock für eine Fahrzeugsammlung zu legen, bevor sich der Verein ab 1971 ganz auf den Erhalt von Eisenbahn-Fahrzeugen konzentrierte.
Bereits 1955 erhielten die Verkehrsfreunde auf ihren Wunsch die Triebwagen 2010 und 2038 übereignet. Die SSB bat, die Wagen von den Gleisen der SSB zu entfernen, da der Platz dringend für die neuen Fahrzeuge benötigt wurde. Die Verkehrsfreunde kamen diesem Wunsch der SSB nicht nach. 1959 gab der Vorstand der Verkehrsfreunde die Wagen gegenüber der SSB zur Verschrottung frei, was 1960 geschah. Die Verkehrsfreunde erbaten sich nun den Arbeitswagen 2016. Auch die Zuständigkeit an diesem Wagen übertrug die SSB auf den Verein. Der Verein bewirkte, dass der Wagen in einem kleinen Lagerschuppen der SSB den offiziellen Blicken entzogen wurde. Die SSB sprach dem Verein Verkehrsfreunde Stuttgart auf dessen Wunsch in der Folge den Besitz an weiteren historischen Fahrzeugen zu, die im alten beengten Betriebshof Westend zusammengezogen worden waren. Da das Depotgelände verkauft werden sollte, bat die SSB die Verkehrsfreunde, die Wagen abzuholen. Dies geschah nicht, da die Vereinsgruppierung letztlich nicht die Möglichkeiten dazu hatte. Nachdem die SSB mehrmals weitere Fristen gesetzt hatte, wurden fast alle dieser Fahrzeuge 1966 verschrottet. Außerdem mussten auf Anordnung des Technischen Vorstandes die Betriebsanlagen der SSB von allen sonst nicht mehr benötigten Fahrzeugen geräumt werden. Lediglich einige Arbeitsfahrzeuge überstanden diese Aktion, sie waren zu dieser Zeit aber auch noch in Gebrauch.
Mit Triebwagen 126 konnte erstmals ein Fahrzeug von der GES auf ein privates Grundstück in Ludwigsburg verbracht werden und blieb so erhalten. Wagen 126 kehrte später auf das Gleisnetz der SSB zurück. Nicht unerwähnt darf in diesem Zusammenhang die Reutlinger Straßenbahn bleiben. Bis zu deren Einstellung 1974 (und darüber hinaus) überdauerten dort etliche ehemalige SSB-Wagen die Stuttgarter Verschrottungen. Im Vorfeld des Jubiläums 100 Jahre Nahverkehr in Stuttgart regten 1967 Gemeinderäte an, im Jubiläumsjahr 1968 einen historischen Zug einzusetzen. Der von der SSB angedachte Königswagen, ehemals Nr. 300, zu dieser Zeit Arbeitswagen Nr. 20 bei der Straßenbahn END, war ein für die SSB sehr untypisches Fahrzeug, ein Vorführwagen, gebaut von der Firma Herbrand in Köln-Ehrenfeld und als Gelegenheitskauf erworben. Straßenbahnfreunde schlugen vor, anstelle des bereits teilweise aufgearbeiteten Wagens 20 den schon erwähnten Arbeitswagen 2016, einen typischen Vertreter der frühen SSB-Fahrzeuge, als Jubiläumswagen herzurichten. Die immer wieder, auch in der einschlägigen Literatur zu findende Behauptung, Wagen END 20 sei baulich in einem nicht mehr für eine Aufarbeitung geeigneten Zustand gewesen, konnte bislang nicht belegt werden. Vielmehr wurde der Wagen später im Tausch mit dem heutigen Museumswagen 610, dem seinerzeitigen Lehrwagen 2002, einem Schrotthändler als Materialausgleich zur Verfügung gestellt, um Wagen 610 als typischen Vertreter der Baureihe 600 vor der Verschrottung zu bewahren. In der Folge wurde Wagen 2016 von der SSB dem Ursprungszustand angenähert und 1968 zu den Feierlichkeiten unter seiner ursprünglichen Nummer 222 eingesetzt. Nach dem Erfolg des Jubiläumsverkehrs 1968 konnte die SSB mit mehr Rückendeckung daran gehen, die nun noch verbliebenen oder weitere historisch als wertvoll erscheinende Wagen in eigener Zuständigkeit aufzubewahren. Dazu wurden solche Wagen für eine künftige Museumssammlung zunächst in Ostheim und ab 1976 im kaum noch genutzten Depot Gerlingen hinterstellt. 1973 erstellte die SSB erstmals eine interne Liste der Museumswagen.
Der 1976 gegründete Amateurverein Straßenbahnmuseum Stuttgart (SMS) konnte zunächst Erfolge vorweisen, als er zum 50-jährigen Bestehen der Städtischen Straßenbahn Feuerbach–Gerlingen (SSF) einen äußerlich das Vorbild nachahmenden Feuerbacher Zug präsentierte (s. u.), 1978 zwei Pferdebahnwagen für Sondereinsätze nachbaute und die fahrbereite Aufarbeitung des heutigen Museumstriebwagens 418 veranlasste.

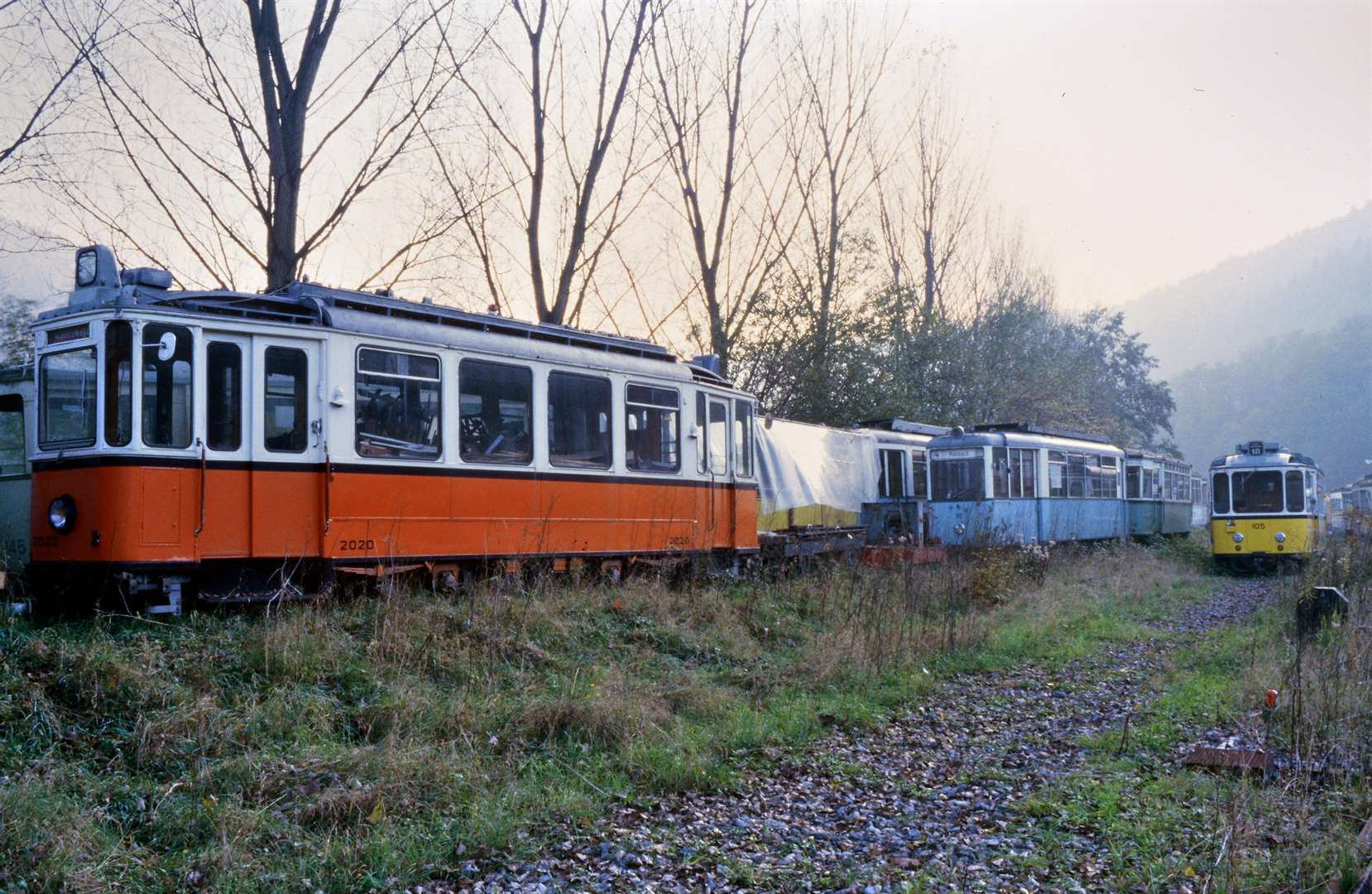
Verschiedene Straßenbahn-
fahrzeuge in Schönau (1984)

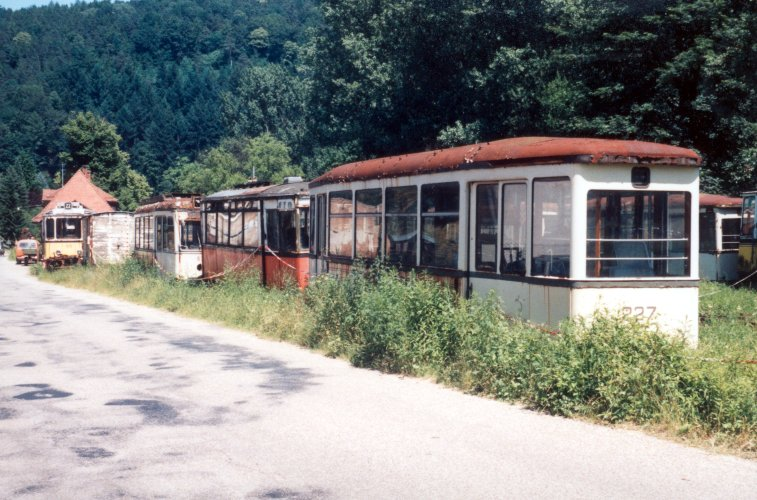
Reste des geplanten Museums in Schönau (1995)

Mit der Zeit übernahm sich der Verein jedoch. Der Versuch, 1978 bis 1980 aus den übernommenen END-Anlagen eine Museumsstraßenbahn aufzubauen, schlug ebenso fehl wie Pläne, die Härtsfeldbahn von Aalen bis Ebnat wiederzubeleben (1984) oder im badischen Schönau ein Freiluft-Großmuseum mit multifunktionaler Museumsstrecke nach Neckarsteinach einzurichten (ab 1985). Die Sammlung wurde aufgrund eines Beschlusses der Mitgliederversammlung geteilt, da in Stuttgart und Umgebung zu dieser Zeit keine Unterbringungsmöglichkeiten für eine Gesamtsammlung vorhanden waren. Nach Schönau wurden überwiegend Fahrzeuge gebracht, die weniger Stuttgarter Lokalbezug hatten und meist nicht aufgearbeitet waren. Die SSB sah für den SMS, der sich von seinen Wurzeln völlig entfernt hatte, keine weitere Möglichkeit für eine Hilfe, nachdem sie ihn bis 1983 aktiv unterstützt hatte. Da der Verein mehrere Zusagen, welche die SSB von ihm im Hinblick auf gegenseitige Zusammenarbeit erhalten hatte, nicht einhielt, kam der Vorstand der SSB dadurch selbst in eine ungünstige Lage.

### Geschichte des Vereins Stuttgarter Historische Straßenbahnen
In Stuttgart entstand ab 1985 die Interessengemeinschaft Stuttgarter Straßenbahnmuseum (IGSSM) aus Mitgliedern des SMS, um mit in Stuttgart verbliebenen Sammlungsteilen des SMS mit lokalem Bezug ein Museum zu eröffnen. Die IGSSM setzte verstärkt auf enge Zusammenarbeit und Austausch mit der Stuttgarter Straßenbahnen AG. Dabei ist zu bemerken, dass ohne diese weitgehende Kooperationsbereitschaft auch keine Möglichkeiten für das Wirken eines Vereins gegeben gewesen wären, vielmehr wollten die SSB dieses Mal die Kontrolle über das Vorhaben behalten. Die IGSSM konnte als erstes Projekt 1986 den äußerlich hergerichteten Tw 276 auf einer großen Fahrzeugschau anlässlich des Gerlinger Straßenfestes präsentieren. 1987 ging die IGSSM im Verein Stuttgarter Historische Straßenbahnen auf und konnte am 29. April 1989 in der kleinen ehemaligen Gerlinger Wagenhalle der SSB ein provisorisches Straßenbahnmuseum eröffnen. 1993 verlor dieses durch den Stadtbahnausbau seinen meterspurigen Gleisanschluss. Am 16. Mai 1995 wurde das neue Straßenbahnmuseum Zuffenhausen im 1994 stillgelegten SSB-Betriebshof Zuffenhausen eröffnet, von wo aus wieder ein Verkehr auf dem verbliebenen Meterspurnetz möglich war. Mit Umstellung der am Museum vorbeiführenden Linie 15 als letzte Meterspur-Straßenbahnlinie der SSB auf Normalspurbetrieb wurde ein weiterer Umzug notwendig, wegen der Bauarbeiten wurde das Museum am 28. Oktober 2007 geschlossen. Am 4. Juli 2009 wurde im denkmalgeschützten ehemaligen Straßenbahn-Betriebshof Nr. 5 in Bad Cannstatt die neue Straßenbahnwelt Stuttgart eröffnet.

## Einige besondere Fahrzeugschicksale

### Tw WN 26

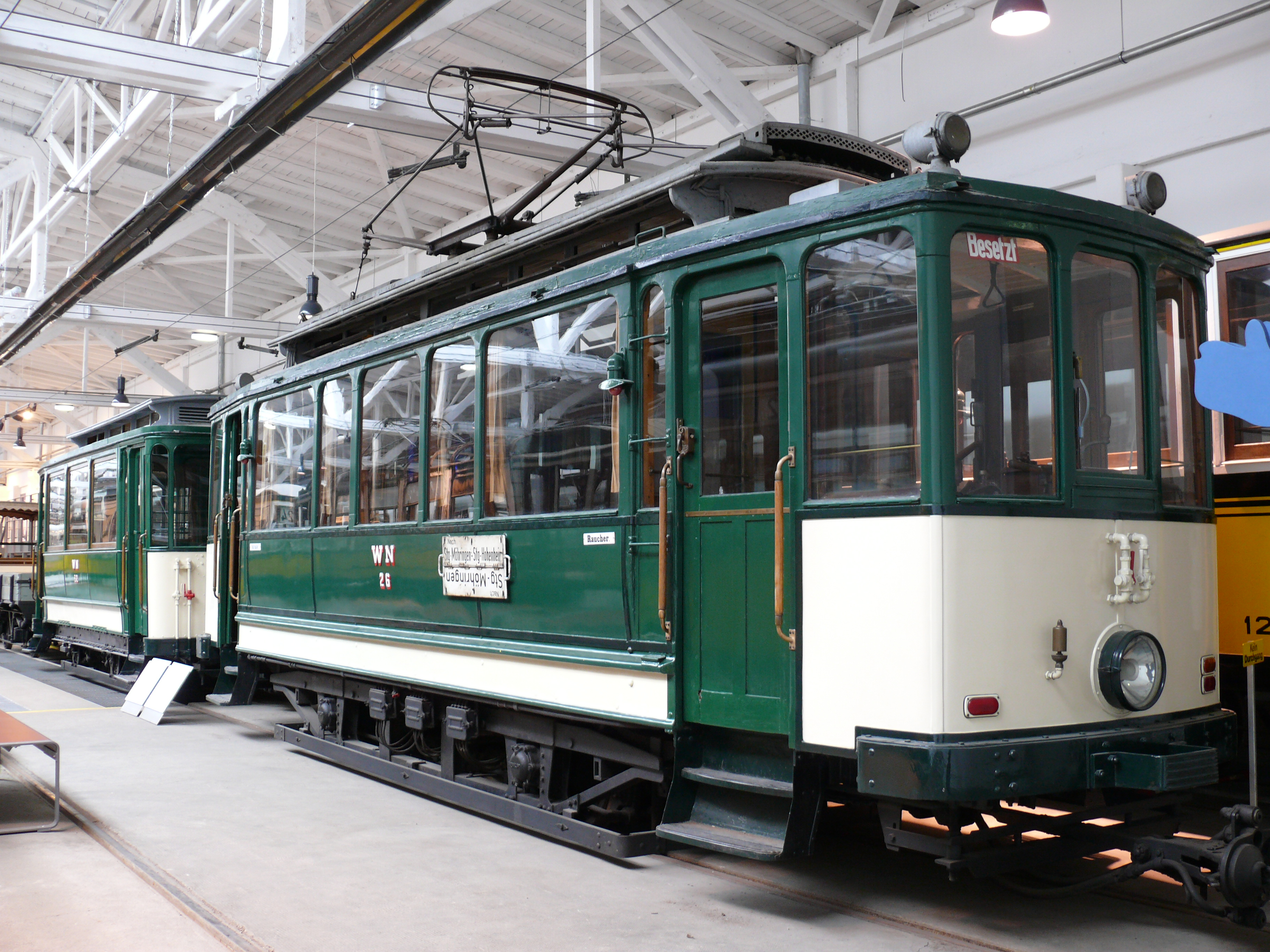
Triebwagen WN 26 und Beiwagen WN 32

Der ehemalige Filderbahn-Triebwagen Nr. 26, Baujahr 1912, hat wohl die aufwändigste Rettungsgeschichte hinter sich. Mitglieder der später gegründeten GES konnten 1964 in Möhringen die Verschrottung des Wagens fürs Erste abwenden, wobei die freizügige Einsetzbarkeit auf dem gesamten SSB-Netz bei zugleich typischem Überlandbahnwagen-Erscheinungsbild bei der Entscheidung für diesen Fahrzeugtyp ausschlaggebend war. Die zunächst gescheiterte Vereinsgründung und weitere Querelen führten zur damaligen Verfügung, dass alle nicht mehr benötigten Fahrzeuge umgehend vom Netz zu entfernen seien. Um ein Zeichen zu setzen, gaben GES-Mitglieder dem Fahrzeug mit Billigung der SSB seine ursprüngliche grüne Lackierung zurück und stellten es 1966 mit einer Presse-Abschiedsfahrt nach Plieningen der Öffentlichkeit vor. Anschließend wurde der Wagen, um der Forderung der SSB nachzukommen, im Wangener Gleislager verladen und vorübergehend auf einem Gartengrundstück hinter der Musikhalle in Ludwigsburg abgestellt.
Erst 1968/1969 setzte bei den SSB nach dem erfolgreichen Jubiläum mit Oldtimerverkehr zum hundertjährigen Bestehen allmählich ein Umdenken ein. Anlässlich einer Fahrzeugschau am 16. September 1969 auf dem Cannstatter Wasen holten die SSB den Triebwagen nach Stuttgart zurück und führen ihn seither im Museumsbestand, zu einer erneuten Wiederinbetriebnahme kam es allerdings nicht mehr.
Sein Beiwagen WN 32 überlebte als Gleismesswagen, da er während der großen Wagenparkbereinigung der 1960er Jahre noch nicht verzichtbar war.

### Tw 222

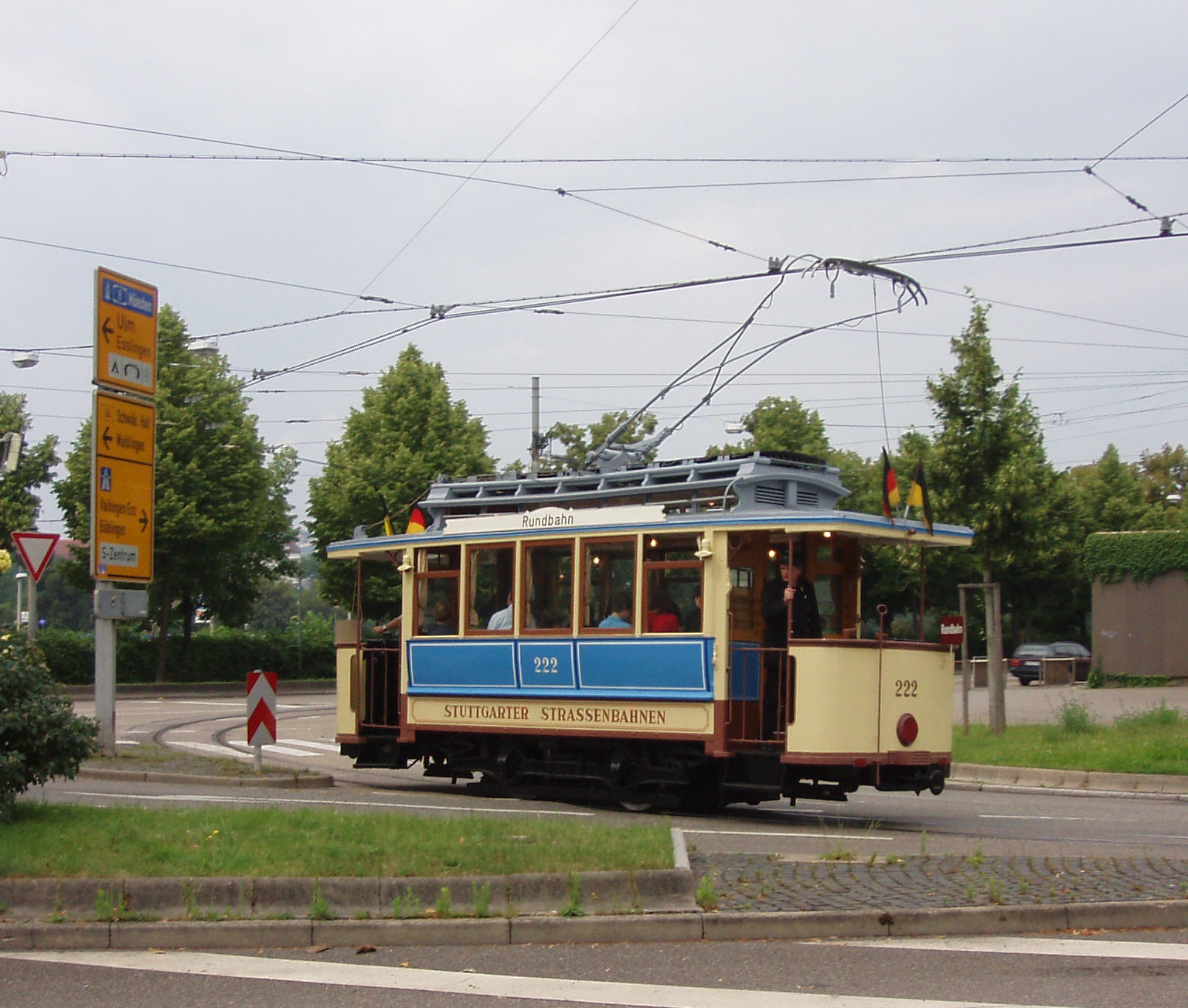
Triebwagen 222 auf Rundfahrt

Der heute älteste Triebwagen der Museumssammlung war als Streusalztransportwagen in Zuffenhausen hinterstellt und wurde bereits in den Fahrzeuglisten der 1960er Jahre mit dem Vermerk „Museum“ geführt. Für das 100. Jubiläum der Straßenbahn in Stuttgart 1968 suchte man einen vorzeigbaren Wagen, der als Nostalgiefahrzeug dienen sollte. Die bereits begonnene Aufarbeitung des sogenannten Königswagens Nr. 300 (ein Einzelstück aus dem Baujahr 1903) wurde auf Anraten von Straßenbahnfreunden eingestellt, stattdessen arbeitete man Wagen 222 als typischeren Vertreter in kurzer Zeit und unter teilweiser Heranziehung von typenfremden Ausstattungsteilen anderer noch vorhandener Straßenbahnwagen neueren Baujahrs auf, weswegen die Qualität der Aufarbeitung etwas litt. Der Wagen wurde in ein das Erscheinungsbild von 1904 nachahmendes Nostalgiefahrzeug für die Jubiläumsfahrten umgestaltet, dabei wurden für die Betriebsfähigkeit zahlreiche Kompromisse (Schleifbügelstromabnehmer der Bauart Lyra aus Amsterdam, neue Heizgebläse) akzeptiert. Der Wagen erhielt eine befristete Fahrerlaubnis für Einsätze bei Tageslicht während des Jubiläumssommers. Anlässlich einer technischen Überholung wurden 1971 die Fahrschalter des kurz zuvor außer Dienst gestellten Lehrwagens 2002 (vormals Tw 610) eingebaut. Seitdem wird er sporadisch bei Sonderveranstaltungen auf kurzen Rundfahrten eingesetzt und bildet ansonsten einen wichtigen Bestandteil der Schausammlung des Museums.
Ein freizügiger Einsatz des Wagens auf stadtbahnmäßig ausgebauten Strecken war wegen der schmalen Radreifen bis zu einer Grundüberholung im Jahr 2009 nicht möglich, soll aber mit Rücksicht auf das Alter und den historischen Wert des Fahrzeugs auch künftig auf Ausnahmefälle beschränkt bleiben.

### Tw 340

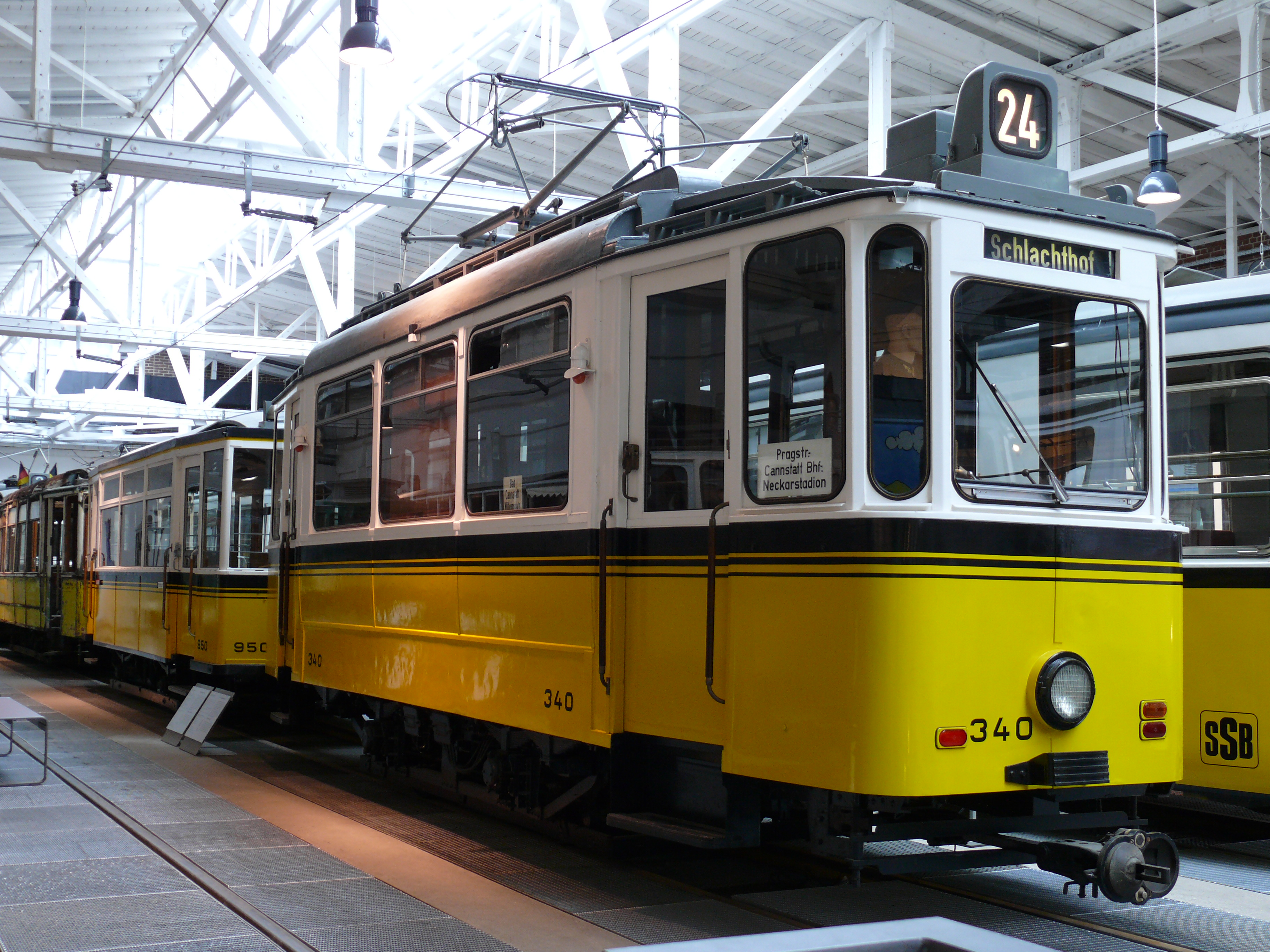
Triebwagen 340 und Beiwagen 950

Tw 340 (ehemals 240) wurde 1910 erbaut und 1955 umgebaut. Der neue Aufbau wurde wie der alte in Holzbauweise ausgeführt, obwohl z. B. die Gartenschauwagen aus dem Jahr 1939 schon als Leichtbau-Stahlwagen ausgeführt worden waren. Neuerungen gegenüber der ursprünglichen Gestaltung des Wagens waren die Form der Fenster, abgerundete Plattform und das Tonnendach, das das ursprüngliche Laternendach des Wagens ersetzte.
Zusammen mit Bw 1255 von 1929, der das nahezu gleiche Schicksal hatte, ist er außerdem der am weitesten gereiste Museumswagen der SSB: Nach seiner Ausmusterung durch die SSB 1961 kam er zunächst zur Reutlinger Straßenbahn, wo er die Nr. 34 erhielt, nach deren Einstellung 1974 zum Verein der Kärntner Eisenbahnfreunde (heute Kärntner Museumsbahnen) in den Raum Klagenfurt. Da sich der Aufbau des geplanten Straßenbahnmuseums (heute Historama Ferlach) auf unabsehbare Zeit verzögerte und die gesammelten Fahrzeuge zum Teil auf Kinderspielplätzen dem Verfall preisgegeben waren, wurde Tw 34 im Jahr 1977 zunächst leihweise an das damalige Deutsche Straßenbahnmuseum (DSM) bei Hannover abgegeben. Dort stand er allerdings auf einem ehemaligen Werksgelände in Sehnde-Wehmingen weiterhin ungeschützt im Freien, bis er 1988 auf Betreiben von SHB-Mitgliedern schließlich nach Stuttgart zurückgeholt werden konnte. Bei seiner Ankunft besaß er noch die Reutlinger Ausstattung einschließlich grüner Lackierung, bedingt durch die 14-jährige Abstellzeit im Freien war allerdings eine umfangreiche äußerliche Aufarbeitung erforderlich. Wegen der unterbliebenen Aufarbeitung und Rückanpassung der technischen Einrichtungen auf Stuttgarter Belange ist der Wagen heute jedoch nicht mehr betriebsfähig.

### Tw 610
Tw 610 wurde 1929 unter der Nummer 480 ausgeliefert. 1956 wurde der Wagenkasten saniert, dabei erhielt er ein modernisiertes Äußeres, unter anderem mit Nummern- und Zielfilmkästen und gummigefassten Fensterscheiben. Bereits ab 1957 war er jedoch, bedingt durch die Auslieferung neueren Rollmaterials, vorwiegend als Lehrwagen im Einsatz. Nach dem endgültigen Ausscheiden des Wagentyps aus dem planmäßigen Personenverkehr im Herbst 1962 diente das Fahrzeug unter der neuen Betriebsnummer 2002 noch bis 1969 als Lehrwagen.
Danach wurde es zum Verschrotten an einen Altmaterialhändler verkauft. Seine bereits begonnene Zerlegung konnte von engagierten Straßenbahnfreunden verhindert werden. Hierzu wurde der Händler finanziell entschädigt und erhielt als Ersatz für den Schrottwert des Wagens 610 den bereits teilweise restaurierten Triebwagen END 20(I) (den ursprünglich so genannten Königswagen, SSB Nr. 300(I)). Damit Verbunden war die Verpflichtung, diesen Wagen eigenhändig teilweise abzubrechen. Dahinter stand der Gedanke, den letzten Triebwagen der Reihe 600, ein typisches Stuttgarter Linienfahrzeug, anstelle des Einzelgängers END 20 aufzubewahren.
Der schon nicht mehr vollständige Triebwagen 2002 wurde zunächst in Möhringen, später in Ostheim und ab 1976 in Gerlingen hinterstellt. 1971 musste er seine beiden Fahrschalter an Tw 222 abgeben, ein mittelfristiger Ersatz aus SSB-Beständen war zwar ursprünglich geplant, kam aber u. a. aus personellen Gründen nicht mehr zustande. 1978 wurde seine letzte verbliebene Holzlängssitzbank zur Komplettierung des in Aufarbeitung zum fahrbereiten Wagen befindlichen Tw 418 herangezogen. Die Hülle des früheren Lehrtriebwagens, der einem historisch bedeutsamen Fahrzeugtyp angehört, da er eigens für die beengten Ausmaße des SSB-Betriebshofs 2 (Westend) konstruiert worden war, wurde 1988 durch den neu gegründeten Verein SHB äußerlich aufgearbeitet und in das Erscheinungsbild der späten 1950er Jahre zurückversetzt; dabei wurde auch die Inneneinrichtung, insbesondere die Längssitzbänke, weitgehend rekonstruiert bzw. aus Fundusbeständen ergänzt. Nach wie vor verfügt Tw 610 heute aber nur über leere Fahrschaltergehäuse ohne Kontaktsätze. Da die Aufarbeitung der elektrotechnischen Anlage und die Anpassung an die Notwendigkeiten des aktuellen Betriebs vollständig unterblieben, ist der Wagen bis heute lediglich rollfähig.

### Tw 714

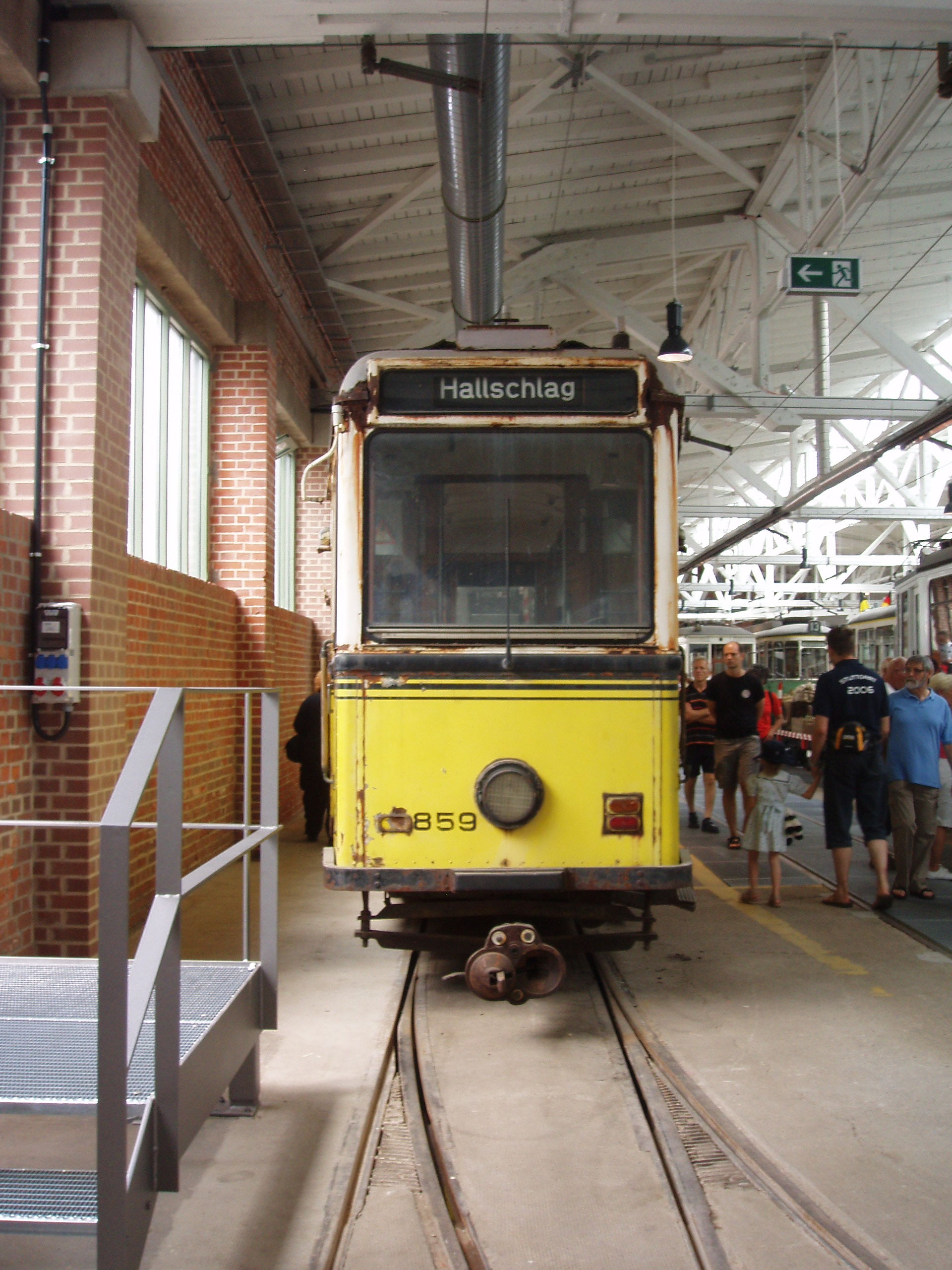
Triebwagen 859 (714)

Tw 714 (zeitweise 659, später 859) wurde 1939 wie sein Schwesterfahrzeug Tw 702 (heute Tw 851) anlässlich der Reichsgartenschau 1939 angeschafft. Während Tw 851 jedoch seit 1978 im Museumsbetrieb in Stuttgart ist und gegenüber seinem ursprünglichen Zustand bei der letzten Revision in seiner Betriebszeit stark verändert wurde, befand sich Tw 859 seit den 1970er Jahren auf dem Gelände des Straßenbahnmuseums in Hannover und kehrte erst Ende 2003 nach Stuttgart zurück. Der Triebwagen war bei der SSB zwar ebenfalls umgebaut und modernisiert worden, gleichwohl „originalnäher“ erhalten geblieben als TW 851, bedingt durch die lange Abstellzeit bestand jedoch äußerlich und technisch ein umfangreicher Sanierungsbedarf. Im Hinblick auf den künftig dargestellten Betriebszustand wird er auch seine ursprüngliche Wagennummer zurückerhalten. Mit Beginn der Arbeiten wurde das Fahrzeug 2010 aus der ständigen Ausstellung entfernt, nach seiner teilweisen Zerlegung in der museumseigenen Werkstatt befand es sich von Februar 2011 bis Oktober 2020 zur Aufarbeitung des Wagenkastens in der Werkstatt der GVB in Gera. Nach seiner Rückkehr erfolgt die weitere Restaurierung und Komplettierung zum betriebsfähigen Museumsfahrzeug wiederum in Stuttgart.

### Tw 749
Der Tw 749 gehört zur Gruppe der sogenannten Kriegsstraßenbahnwagen (kurz KSW), die zwischen 1943 und 1950 als materialsparender Ersatz für im Krieg zerstörte Straßenbahnwagen für über 20 Städte gebaut wurden, darunter auch Stuttgart. Von 1946 bis 1949 insgesamt 23 solcher Fahrzeuge an die SSB geliefert. Bis Ende 1969 wurden die letzten Wagen abgestellt und verschrottet. Tw 749 kommt eigentlich aus Heidelberg, wo er zuletzt bei der Heidelberger Straßen- und Bergbahn als Arbeitswagen mit der Nummer 64 eingesetzt wurde. Mitte der 1990er Jahre wurde der Wagen von den SHB übernommen, um aufgearbeitet als neuer Triebwagen 749 durch Stuttgart zu fahren. Da es sich hierbei um kein originales SSB-Fahrzeug handelt, wählte man die unbelegte Nummer 749, die Stuttgarter KSW hatten nämlich nur die Nummern 726 bis 748. Langfristig geplant ist eine betriebsfähige Aufarbeitung des Triebwagens.

### Bw 20

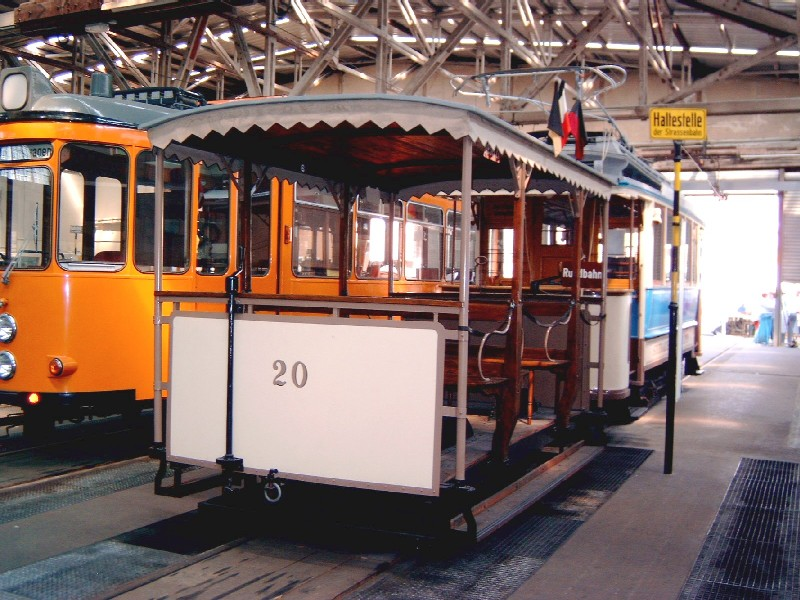
Der rekonstruierte Sommerbeiwagen 20

Der offene Sommerwagen ist eine komplette Rekonstruktion von 1992 nach alten Plänen auf ehemaligen Pferdebahn-Radsätzen. Interessant ist, dass der Vorgängerverein SMS 1978 mit Bw 21 bereits ein ebensolches Fahrzeug nachgebaut hatte, das später an den privaten Betreiber der Museums-Pferdebahn auf der Insel Spiekeroog verkauft wurde und dort noch im Einsatz ist.

### Bw 1255

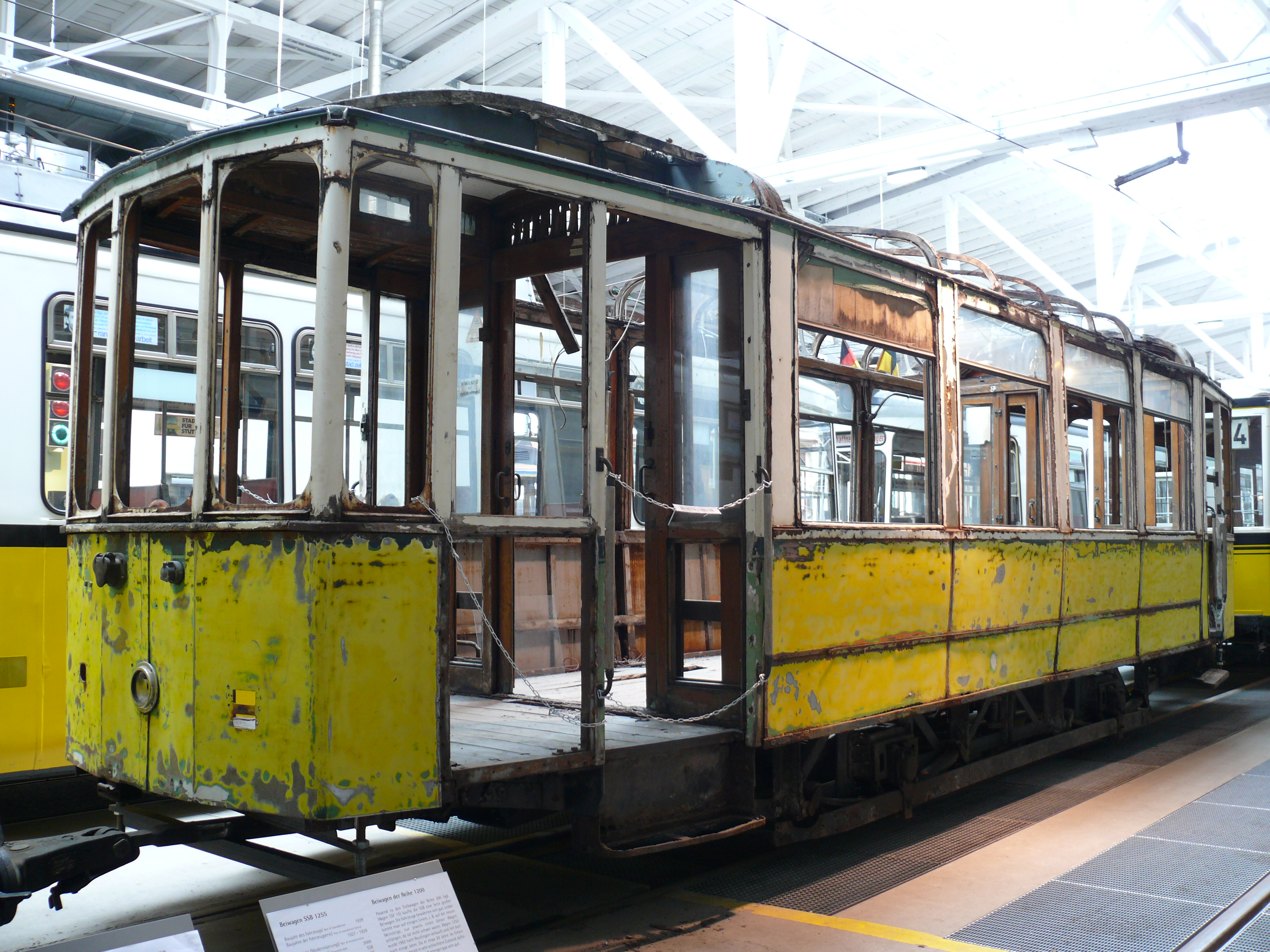
Beiwagen 1255

Bw 1255 wurde 1929 ausgeliefert und ist heute der letzte vollständig erhaltene SSB-eigene Beiwagen aus der Vorkriegszeit. Aus diesem Grund und wegen des verhältnismäßigen Mangels an Beiwagen im historischen Fahrzeugbestand entschloss sich der Verein SHB im Jahr 1994 trotz des äußerst desolaten Zustandes des Wagens und des laufenden Umzugs nach Zuffenhausen zur Rückholung nach Stuttgart, nachdem er aus der Sammlung des Hannoverschen Straßenbahn-Museums (HSM) aufgrund von Restrukturierungsmaßnahmen ausgegliedert werden musste. Zuvor war er, ganz ähnlich wie Tw 340, 1962 an die Reutlinger Straßenbahn verkauft worden, ging mit diesem zusammen 1974 an die Kärntner Eisenbahnfreunde und folgte ihm 1979 auch ins DSM Richtung Hannover, wo er bis zuletzt ungeschützt im Freien abgestellt stand. Durch diese 20-jährige Abstellzeit unter allen Witterungseinflüssen ist nach der langwierigen Austrocknung des Wagenkastens eine grundlegende Aufarbeitung bzw. teilweise Rekonstruktion des Fahrzeugs erforderlich.

### Tw SSF 15

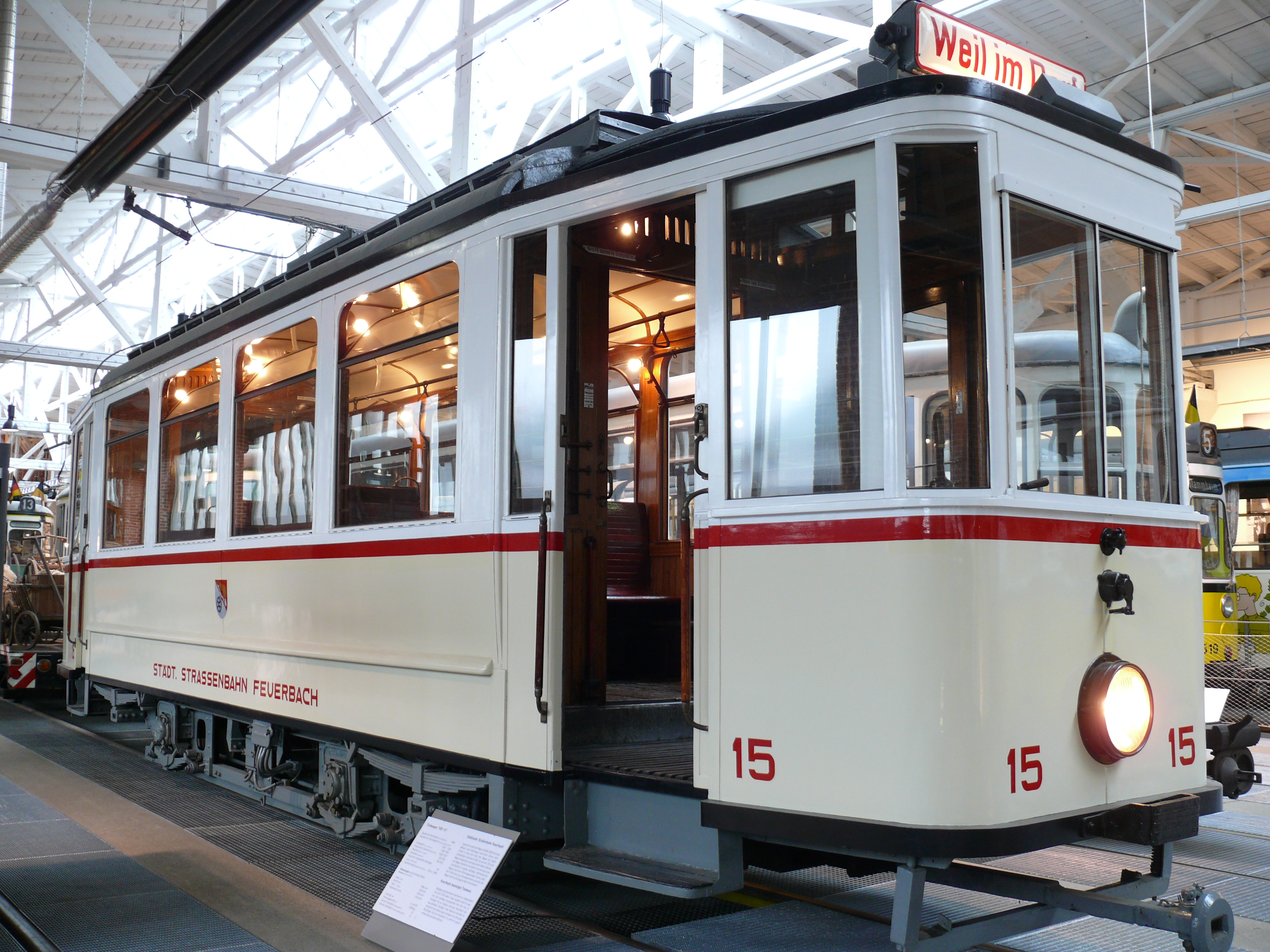
Triebwagen SSF 15

Bei dem Feuerbacher Triebwagen handelt es sich in Wirklichkeit um den SSB-Tw 259 (Baujahr 1929), der zuletzt als Tw 35 bei der Reutlinger Straßenbahn im Einsatz war und 1976 vom Verein SMS aufgrund nicht mehr vorhandener Originalfahrzeuge entsprechend umgestaltet wurde, da er durch vorangegangene Umbauten tatsächlich Ähnlichkeit mit einer Feuerbacher Bauserie aufwies. Die damals eher halbherzig und unfachmännisch durchgeführte Umgestaltung wurde 1996 durch den Verein SHB weiter verbessert, dabei aber die alte und vom Vorgängerverein SMS teilweise angearbeitete technische Ausstattung aus Reutlinger Zeiten belassen, weshalb der Wagen heute nicht mehr betriebsfähig ist. Das Fahrzeug erhielt wohl deshalb die Betriebsnummer 15, da sein historisches Vorbild, der ursprüngliche Triebwagen SSF 15, zeitgleich mit dem Stuttgarter Triebwagen 259 bei der Maschinenfabrik Esslingen produziert wurde, als SSB-Triebwagen 301 alle anderen originalen Feuerbacher Fahrzeuge überlebte und erst 1964 verschrottet worden ist.
Der 1976 vom SMS mitgekaufte Beiwagen mit der Phantasienummer 22 (ehemals Beiwagen 42 der Reutlinger Straßenbahn), ein Schwesterfahrzeug des betriebsfähigen Beiwagens 1241 von 1953, ist ebenfalls noch im Magazinbestand in Stuttgart vorhanden, spielt aber mangels Authentizität und Bezug zur Stuttgarter Straßenbahngeschichte in der aktuellen Museumskonzeption keine Rolle.

### Bw ESS 22

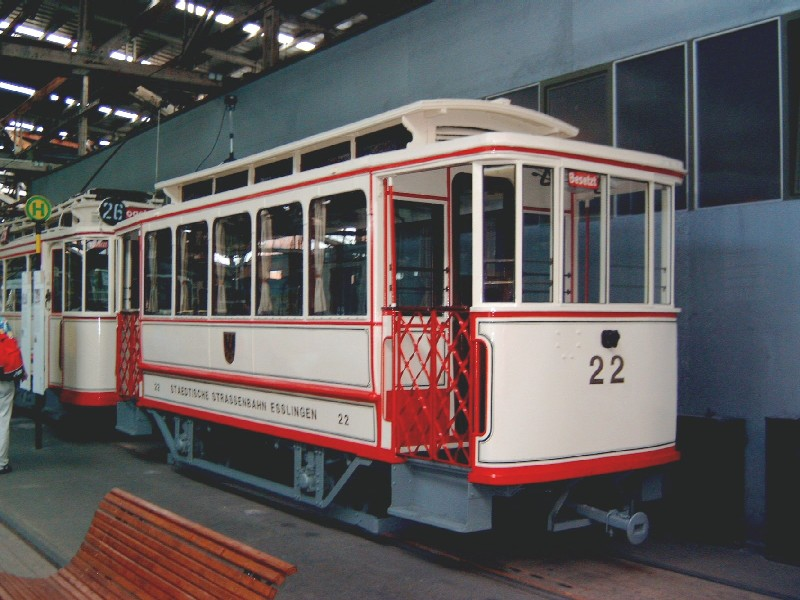
Beiwagen 22 der Eßlinger Städtischen Straßenbahn

Der halboffene Beiwagen (Baujahr 1912) wurde 1930 als einziger dieser Serie zum geschlossenen Fahrzeug umgebaut und modernisiert. Er ging nach Einstellung der Eßlinger Städtischen Straßenbahn 1944 zunächst zu den SSB und 1951 zur END, die ihn unter der Nr. 41 in Sonderzügen und im Schwachlastverkehr hinter dem sogenannten Königswagen einsetzte. 1965 kamen beide Fahrzeuge zu den SSB zurück, um als Jubiläumszug zum 100-jährigen Bestehen der SSB hergerichtet zu werden. Dazu gestaltete man den Beiwagen zum vorbildfreien SSB-Nostalgiefahrzeug Nr. 70 mit offenen Plattformen um, der Umbau des Triebwagens kam jedoch durch aus verschiedenen Gründen nicht mehr zustande, letztlich wurde er im Tausch gegen Wagen 610 von Straßenbahnfreunden für einen Schrotthändler abgebrochen. Dafür wurde der Bw 70 nunmehr hinter Tw 222 in den (nicht betriebsfähigen) Museumsbestand eingereiht, da er sich für einen etwaigen gemeinsamen Einsatz mit diesem als zu schwer erwiesen hatte, und seitdem zu besonderen Anlässen sowie als Bestandteil des ersten Gerlinger Museums als Schaustück präsentiert. 1995 bekam er schließlich seine historisch korrekte Gestalt als Esslinger Beiwagen hinter Tw ESS 7 zurück, eine Wiederinbetriebnahme des Zuges ist derzeit aber nicht vorgesehen.

### DT8.1/.3

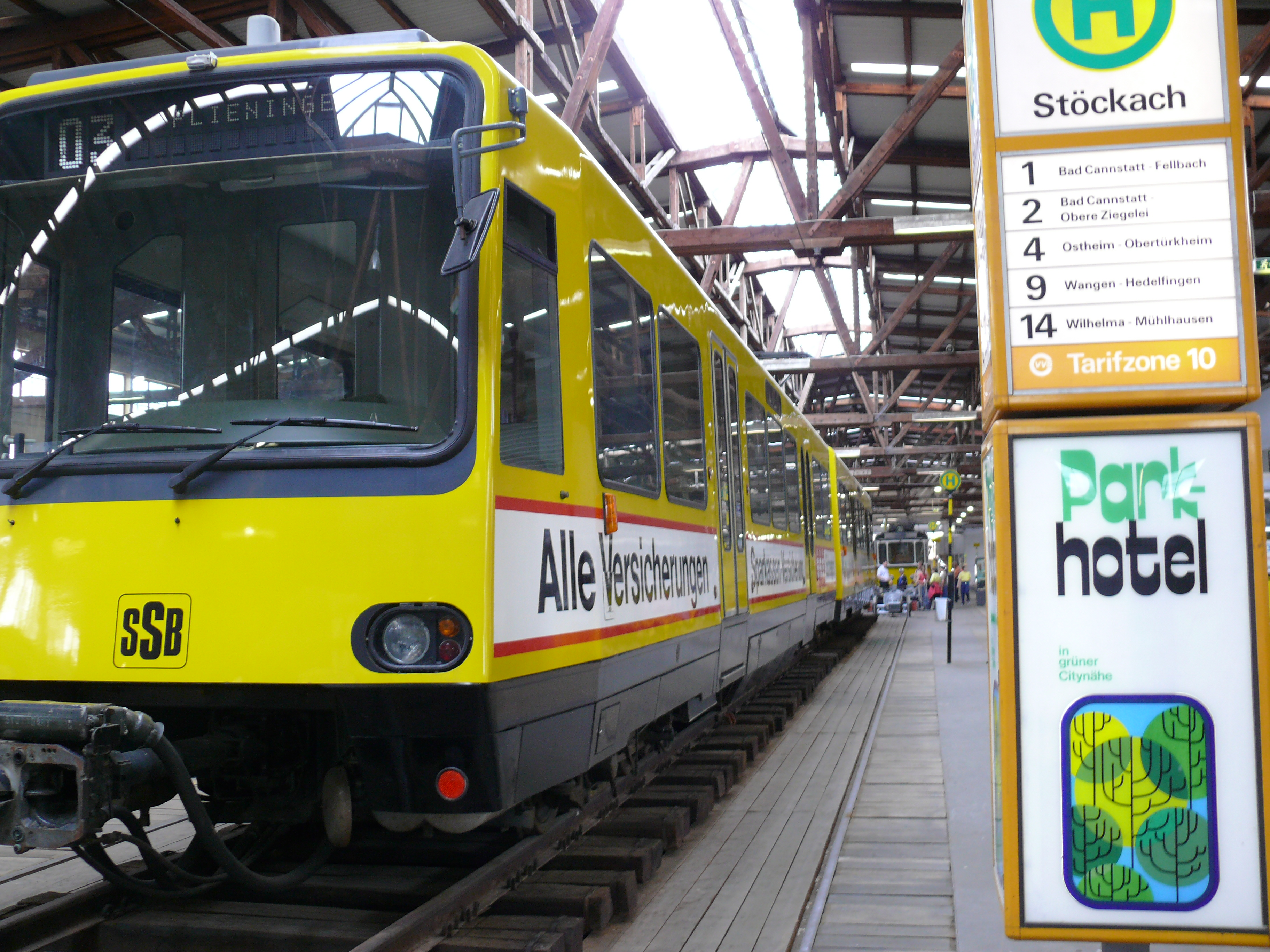
DT8 3001 & 3006

Von den drei Stadtbahnprototypen (Typ DT8.1, .2 und .3), die von MAN gefertigt wurden, blieben nur die beiden technisch nicht kompatiblen Hälften 3001 (DT8.1) und 3006 (DT8.3) als Museumsfahrzeuge erhalten. Die anderen Hälften und der DT8.2 (3003/04) wurden Ende der 1980er Jahre ausgemustert und zerlegt. Zunächst hinterstellte man die Museumswagen in den Stadtbahnbetriebshöfen Heslach und in Möhringen, wo sie während der ersten Ausbauphase des Betriebshofs auf einem damals noch nicht benötigten Nebengleis Platz fanden, bevor sie Anfang 1995 per Tieflader in das Straßenbahnmuseum Zuffenhausen transportiert wurden. Nach dem Umzug des Museums nach Bad Cannstatt bzw. der Räumung der vorübergehend als Magazin weitergenutzten Zuffenhäuser Wagenhalle im Jahr 2010 kamen die beiden Wagen erneut in den Betriebshof Heslach, da aus Platzgründen in Bad Cannstatt auf die Wagen vorerst verzichtet werden musste. 2018 wurde in Gleis 7 der so genannten Oberen Halle des Betriebshofs Cannstatt eine dritte Schiene eingebaut, auf dem die beiden ungleichen Hälften mittlerweile Platz gefunden haben. Der nicht betriebsfähige Wagenverband steht im Magazinbereich außerhalb des eigentlichen Museums und ist nur im Rahmen von Führungen zu besichtigen. Zu Vorführzwecken wurde Wagen 3006 optisch hergerichtet und Teile der Bordtechnik wie Beleuchtung und Türen funktionsfähig aufbereitet, weitere äußerliche Restaurierungsarbeiten und die Ergänzung fehlender Ausstattungsteile sind auch bei Wagen 3001 vorgesehen.